# Guangzhou
Guangzhou, auch bekannt als Kanton (chinesisch 廣州市 / 广州市, Pinyin Guǎngzhōu Shì, IPA (hochchinesisch) [kwɑŋ21ʈʂɔw5], W.-G. Kuang³-chou¹, Jyutping Gwong2zau1Si5, englisch Canton, veraltet Kwong Chow, Abk. 穗,  Suì, Jyutping Seoi6), ist eine Stadt im Süden der Volksrepublik China. Sie hat 16.096.724 Einwohner im geographischen Stadtgebiet (Stand: Zensus 2020) und 18.676.605 Einwohner im administrativen Stadtgebiet (Stand: Zensus 2020). Sie ist Hauptstadt der Provinz Guangdong, hat die Sonderrechte einer provinzunmittelbaren Stadt und ist ein bedeutender Industrie- und Handelsstandort. Die Region wird auch als „Fabrik der Welt“ bezeichnet.
Guangzhou ist die größte Stadt im Perlflussdelta, einer der größten zusammenhängenden Stadtlandschaften (Megalopolen) weltweit. Zum Perlfluss-Delta gehören neben Guangzhou unter anderem die Millionenstädte Hongkong, Shenzhen, Dongguan, Foshan, Jiangmen, Huizhou, Zhongshan und Zhuhai mit zusammen mehr als 60 Millionen Einwohnern.
Die Nähe zu Hongkong hat – wie im gesamten Perlflussdelta – einen fördernden Einfluss auf die wirtschaftliche Entwicklung gehabt. In Guangzhou findet zweimal jährlich – im Frühjahr und im Herbst – die Canton Fair, Chinas größte Import- und Exportmesse, statt.
Im Oktober 2010 wurde hier der damals höchste Fernsehturm der Welt (Canton Tower, 600 m) eröffnet. 2012 ging dieser Rekord an den Tokyo Skytree.

## Der Name der Stadt
Die im Deutschen – und ähnlich in anderen westlichen Sprachen – verwendete Bezeichnung Kanton geht auf den Namen der Provinz Guangdong zurück. In China wird Guangzhou auch 穗城,  Suìchéng, Jyutping Seoi6sing4 – „Stadt der Ähren“ oder 羊城,  Yángchéng, Jyutping Joeng4sing4 – „Stadt der Ziegen“ genannt. Das Wahrzeichen der Stadt ist eine Statue mit fünf Ziegen.

## Geographie

### Klima
Guangzhou liegt am Perlfluss. Durch die geographische Lage bedingt herrscht in Guangzhou ein subtropisch-feuchtes Monsunklima mit einer Jahresdurchschnittstemperatur von 22 °C. Der meiste Niederschlag (Jahresdurchschnitt: 1.982 mm) fällt in der Regenzeit von April bis August.
|                       | Jan  | Feb  | Mär  | Apr  | Mai  | Jun  | Jul  | Aug  | Sep  | Okt  | Nov  | Dez  |   |      |
| Mittl. Tagesmax. (°C) | 18,3 | 18,4 | 21,6 | 25,5 | 29,4 | 31,3 | 32,7 | 32,6 | 31,4 | 28,6 | 24,4 | 20,5 | ⌀ | 26,3 |
| Mittl. Tagesmin. (°C) | 9,8  | 11,3 | 14,9 | 19,1 | 22,7 | 24,5 | 25,3 | 25,2 | 23,8 | 20,5 | 15,7 | 11,1 | ⌀ | 18,7 |
|                       |      |      |      |      |      |      |      |      |      |      |      |      |   |      |
| Niederschlag (mm)     | 43   | 65   | 85   | 182  | 284  | 258  | 228  | 221  | 172  | 79   | 42   | 24   | Σ | 1683 |
|                       |      |      |      |      |      |      |      |      |      |      |      |      |   |      |
| Sonnenstunden (h/d)   | 4,3  | 2,6  | 2,4  | 2,6  | 4,1  | 5,0  | 7,1  | 6,4  | 6,1  | 6,2  | 5,9  | 5,4  | ⌀ | 4,9  |
|                       |      |      |      |      |      |      |      |      |      |      |      |      |   |      |
| Regentage (d)         | 5    | 7    | 10   | 12   | 14   | 15   | 12   | 13   | 10   | 5    | 4    | 3    | Σ | 110  |
|                       |      |      |      |      |      |      |      |      |      |      |      |      |   |      |
| Luftfeuchtigkeit (%)  | 70   | 78   | 83   | 84   | 85   | 85   | 83   | 82   | 79   | 72   | 68   | 66   | ⌀ | 77,9 |

| 9,8 |

| 11,3 |

| 14,9 |

| 19,1 |

| 22,7 |

| 24,5 |

| 25,3 |

| 25,2 |

| 23,8 |

| 20,5 |

| 15,7 |

| 11,1 |

| 9,8 |

| 11,3 |

| 14,9 |

| 19,1 |

| 22,7 |

| 24,5 |

| 25,3 |

| 25,2 |

| 23,8 |

| 20,5 |

| 15,7 |

| 11,1 |

### Administrative Gliederung
Auf Kreisebene setzt sich die Unterprovinzstadt Guangzhou aus elf Stadtbezirken zusammen. Die Volksregierung Guangzhous hat ihren Sitz im Stadtbezirk Yuexiu. Am 28. April 2005 wurden die Stadtbezirke Dongshan und Fangcun aufgelöst und nach Yuexiu und Liwan eingegliedert. Außerdem wurde der Stadtbezirk Nansha aus Panyu ausgegliedert sowie der Stadtbezirk Luogang aus Teilen von Baiyun, Tianhe, Zengcheng und aus einem Teil von Huangpu errichtet, der eine Exklave des neuen Stadtbezirks bildet. Im Februar 2014 wurde Luogang wieder aufgelöst und seine Fläche in den Stadtbezirk Huangpu integriert. Gleichzeitig wurden die beiden kreisfreien Städte Conghua und Zengcheng in Stadtbezirke umgewandelt.
| Liwan Yuexiu Haizhu Tianhe Baiyun Huangpu Panyu Huadu Nansha Zengcheng Conghua |              |            |              |                           |               |                                |
| Stadtbezirk                                                                    | Bezirkskode. | Chinesisch | Hanyu Pinyin | Bevölkerung (Zensus 2020) | Fläche in km² | Bevölkerungsdichte (Einw./km²) |
| Baiyun                                                                         | 440111       | 白云区     | Báiyún Qū    | 3.742.991                 | 795,79        | 4.703                          |
| Conghua                                                                        | 440117       | 从化区     | Cónghuà Qū   | 717.684                   | 1.974,50      | 363                            |
| Haizhu                                                                         | 440105       | 海珠区     | Hǎizhū Qū    | 1.819.037                 | 90,40         | 20.122                         |
| Huadu                                                                          | 440114       | 花都区     | Huādū Qū     | 1.642.360                 | 970,04        | 1.693                          |
| Huangpu                                                                        | 440112       | 黄埔区     | Huángpù Qū   | 1.264.447                 | 484,17        | 2.612                          |
| Liwan                                                                          | 440103       | 荔湾区     | Lìwān Qū     | 1.238.305                 | 59,10         | 20.953                         |
| Nansha                                                                         | 440115       | 南沙区     | Nánshā Qū    | 846.584                   | 783,9         | 1.080                          |
| Panyu                                                                          | 440113       | 番禺区     | Pānyú Qū     | 2.658.397                 | 529,9         | 5.016                          |
| Tianhe                                                                         | 440106       | 天河区     | Tiānhé Qū    | 2.241.826                 | 96,33         | 23.272                         |
| Yuexiu                                                                         | 440104       | 越秀区     | Yuèxiù Qū    | 1.038.643                 | 33,80         | 30.729                         |
| Zengcheng                                                                      | 440118       | 增城区     | Zēngchéng Qū | 1.466.331                 | 1.616,47      | 907                            |
| Total                                                                          | Total        | Total      | Total        | 18.676.605                | 7.434,40      | 2.512                          |

## Geschichte

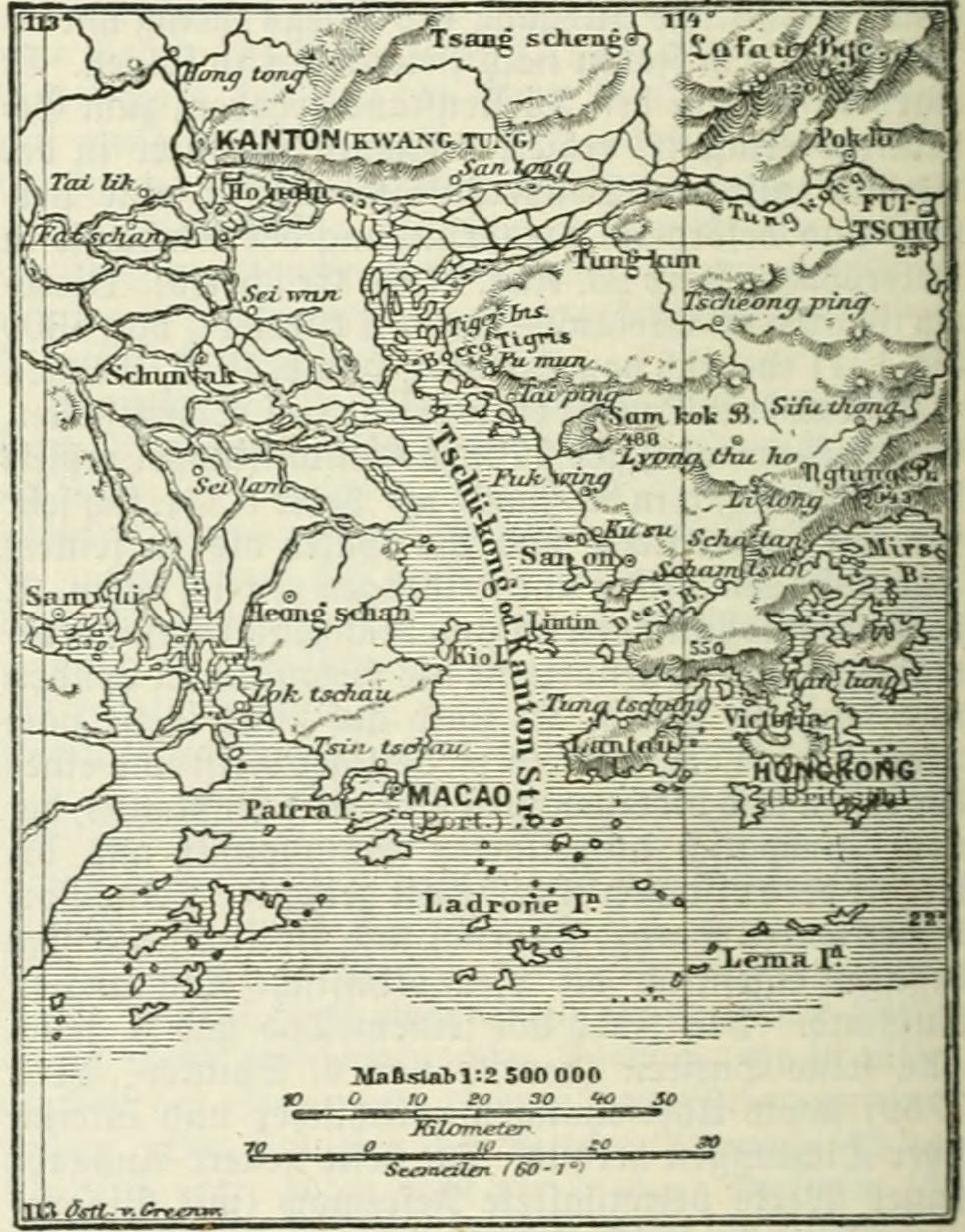
Historische Karte (um 1888)

### Antike
Es wird angenommen, dass das Gebiet um Guangzhou bereits im 9. Jh. v. Chr. besiedelt wurde. Während der Qin-Dynastie war die Stadt die Hauptstadt der Präfektur Nanhai (南海,  Nánhǎi, Jyutping Naam4hoi2).
Andere Historiker gehen davon aus, dass sich hier im Jahr 214 vor Christus Menschen niedergelassen haben. Das älteste Siedlungsgebiet im heutigen Guangzhou lag nach dieser Theorie in Panyu (番禺,  Pānyú, Jyutping Pun1jyu4). Seitdem war das Gebiet durchgehend bewohnt. Panyu wuchs vor allem, als es im Jahre 206 vor Christus die Hauptstadt des Nanyue-Königreiches wurde. Die westliche Han-Dynastie annektierte das Königreich im Jahr 111 vor Christus. Seitdem ist Panyu eine Provinzhauptstadt. Im Jahre 226 wurde die Stadt zum Sitz des Bezirkes Guang (廣州 / 广州,  Guǎngzhōu, Jyutping Gwong2zau1). Die Menschen gewöhnten sich daran, die Stadt Guangzhou statt Panyu zu nennen.

### Handel

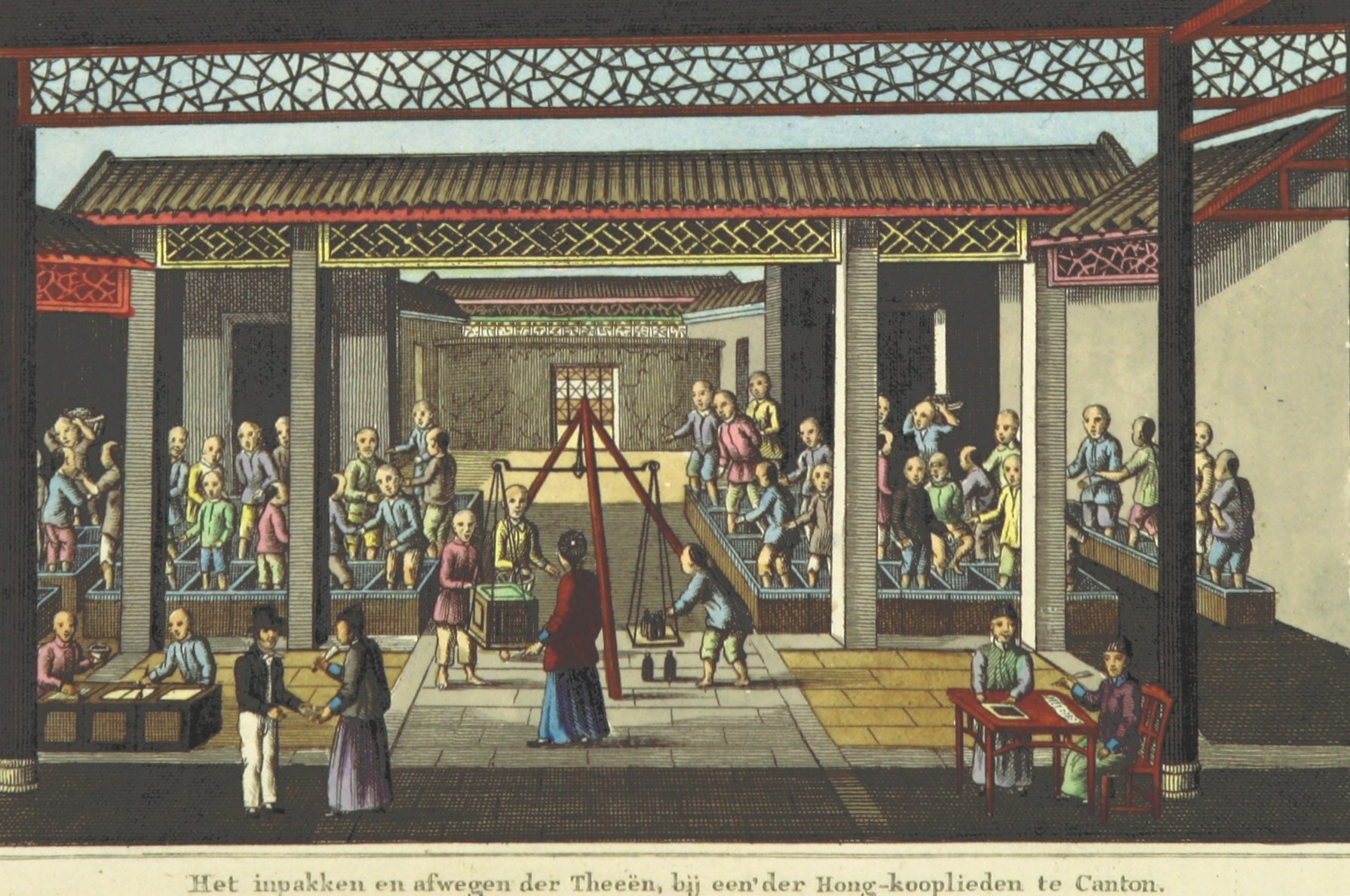
Ein holländischer Kaufmann in einer Tee-Manufaktur in Kanton (um 1828)

Lange Zeit war Guangzhou Ausgangspunkt der sogenannten „Seidenstraße auf dem Meer“ (海上丝路,  Hǎi shàng Sīlù, Jyutping Hoi2 Soeng6 Si1lou6). Über den Seeweg unterhielt die Stadt Handelsbeziehungen mit südasiatischen Ländern wie Indien und Arabien.
Von 1757 bis 1842 war Guangzhou der einzige Handelshafen, in dem Ausländern vertraglich das Recht zugesichert worden war, Handel treiben zu dürfen.
1711 errichtete die Britische Ostindien-Kompanie einen Handelsposten in Guangzhou. Der Kaiser Qianlong beschränkte das Recht von Ausländern, Niederlassungen in Guangzhou zu gründen, auf ein kleines Gebiet in Guangzhou.
Guangzhou war einer der fünf Vertragshäfen, deren Öffnung durch den Vertrag von Nanking nach dem Ersten Opiumkrieg von Großbritannien erzwungen wurde. Die anderen Häfen waren Fuzhou, Xiamen, Ningbo und Shanghai.

### 20. Jahrhundert

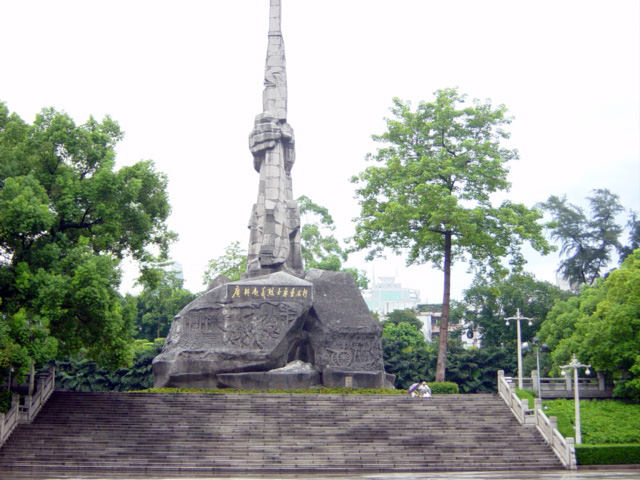
Märtyrerdenkmal

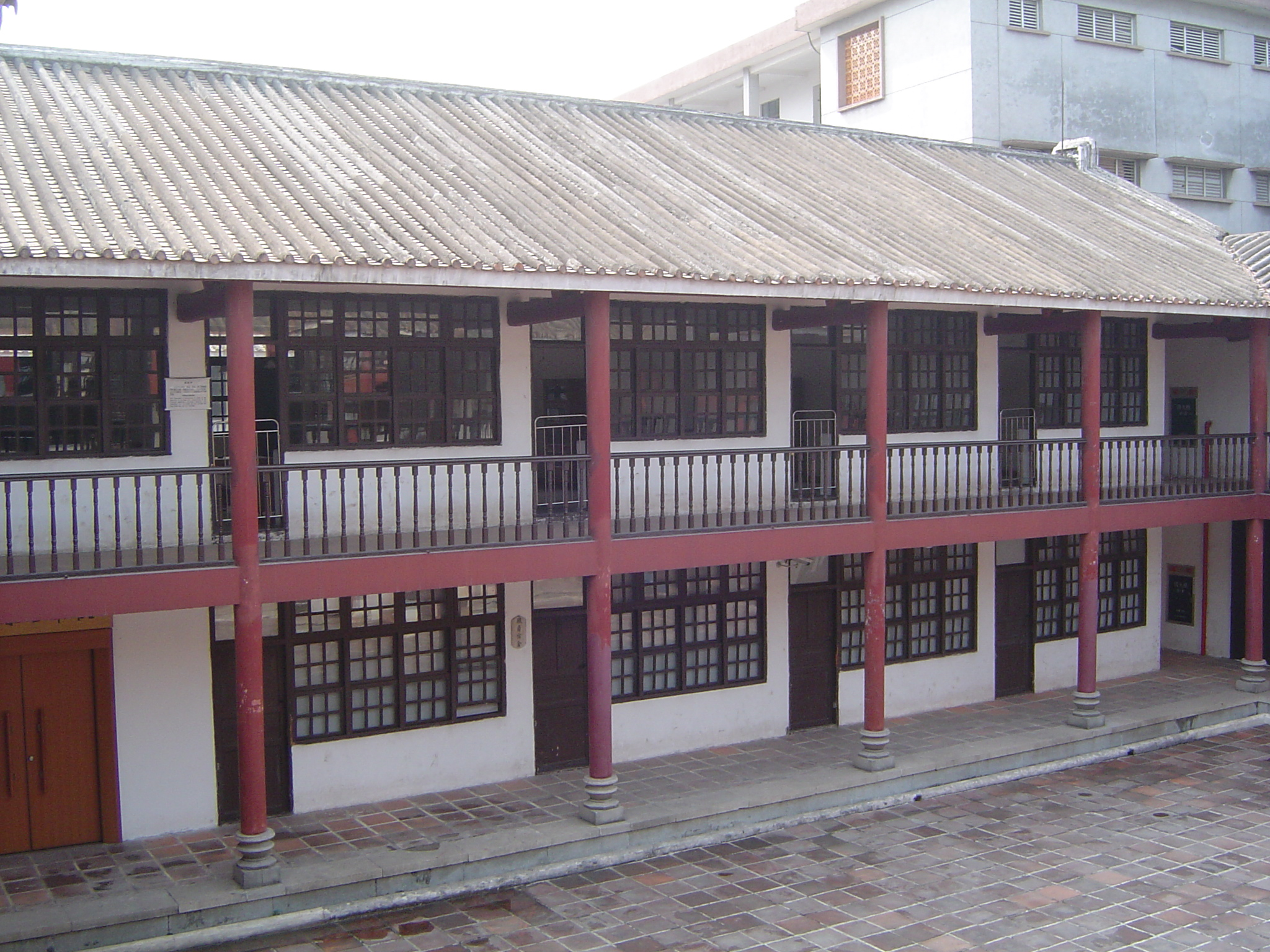
Whampoa-Militärakademie bzw. Huangpu Junxiao

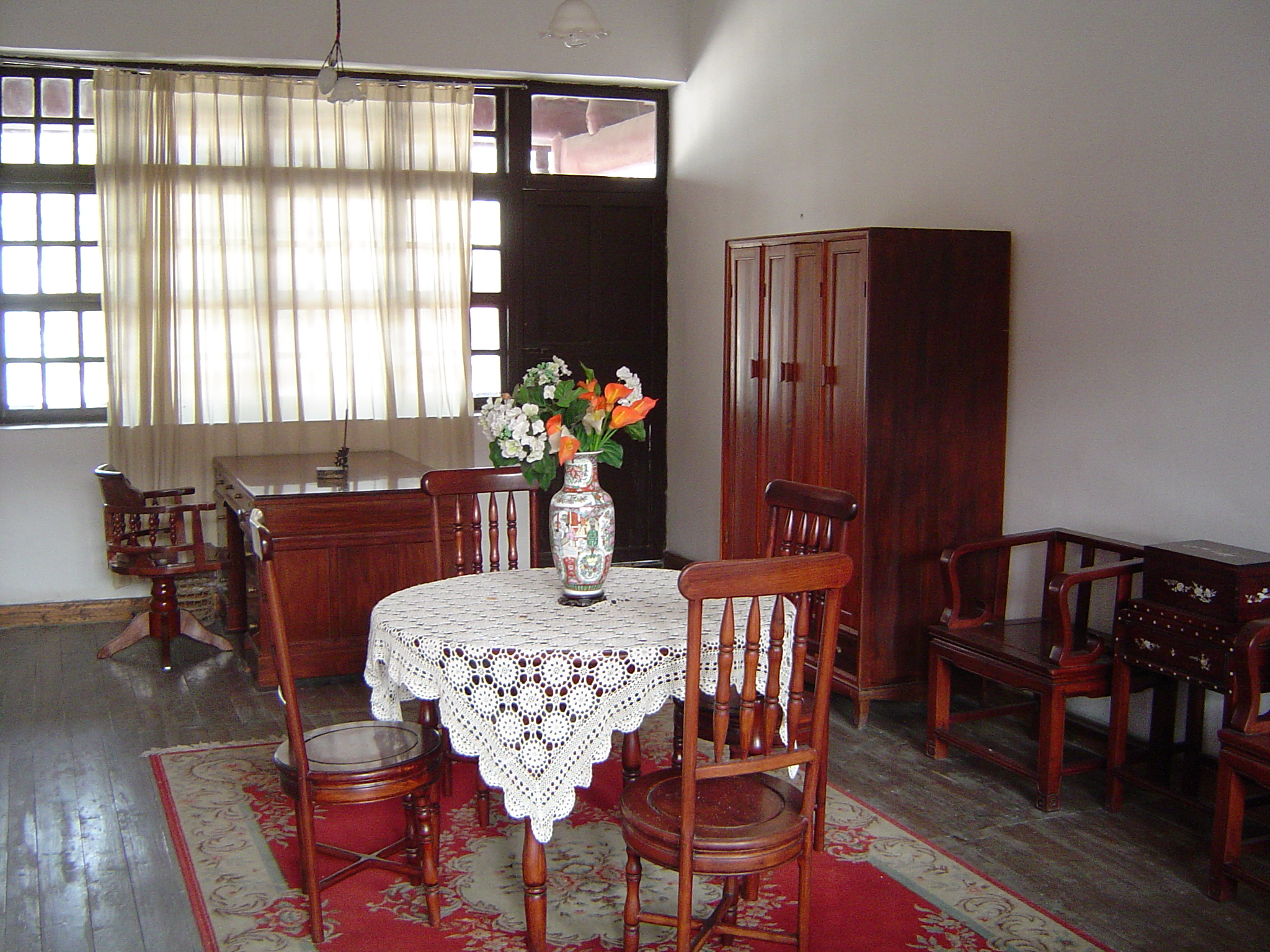
Büro in Huangpu Junxiao

1918 wurde Guangzhou der offizielle Name der Stadt. Panyu wird seitdem ein Stadtbezirk im Süden Guangzhous genannt.
Sun Yat-sen bereitete in Guangzhou die Revolution gegen den Kaiser vor. Die von ihm errichtete Militärschule, die Huangpu Junxiao, auch Whampoa-Militärakademie, (黄埔军校,  Huángpŭ Jūnxiào, Jyutping Wong4bou3 Gwan1haau6) genannt wird, ist bis heute erhalten und ein beliebtes Ausflugsziel.
Japanische Truppen eroberten Guangzhou im Oktober 1938 im Zuge der Canton-Operation und hielten es bis zum 16. September 1945 besetzt.
Nach dem Ende des Bürgerkriegs führten Erneuerungen zu einem höheren Lebensstandard vieler Menschen in Guangzhou. Ab dem Ende der 1970er Jahre profitierte die Stadt von den von Deng Xiaoping eingeleiteten wirtschaftlichen Reformen. Das wirtschaftliche Wachstum wurde vor allem durch die Nähe zu Hongkong und die Lage am Perlfluss stark gefördert.
Im Stadtteil Tianhe wurde mit dem 530 Meter hohen Chow Tai Fook Center 2016 das aktuell siebenthöchste Gebäude der Welt fertig gestellt. Zusammen mit dem 438 Meter hohen gegenüberliegenden Guangzhou International Finance Center, dem nördlich gelegenen CITIC Plaza und dem südlich gelegenen 600 Meter hohen Canton Tower, dem zweithöchsten Fernsehturm der Welt, bildet es städtebaulich eine architektonische Raute.

## Bevölkerung
| Jahr | Einwohnerzahl |
| ---- | ------------- |
| 1950 | 1.049.000     |
| 1960 | 1.272.000     |
| 1970 | 1.542.000     |
| 1980 | 1.870.000     |
| 1990 | 3.246.000     |
| 2000 | 7.812.000     |
| 2010 | 10.278.000    |
| 2017 | 12.316.000    |

In Guangzhou leben Migranten aus dem ganzen Land. Aufgrund des wirtschaftlichen Erfolgs der Region und der Urbanisierung Chinas ist die Stadt in einem extrem schnellen Tempo gewachsen. Laut Schätzungen der UN von 2018 lebten in der Agglomeration der Stadt 12,3 Millionen Einwohner. Bis 2035 wurde ein Anstieg auf 16,7 Millionen erwartet, der 2020 schon fast erreicht wurde.

## Wirtschaft und Infrastruktur

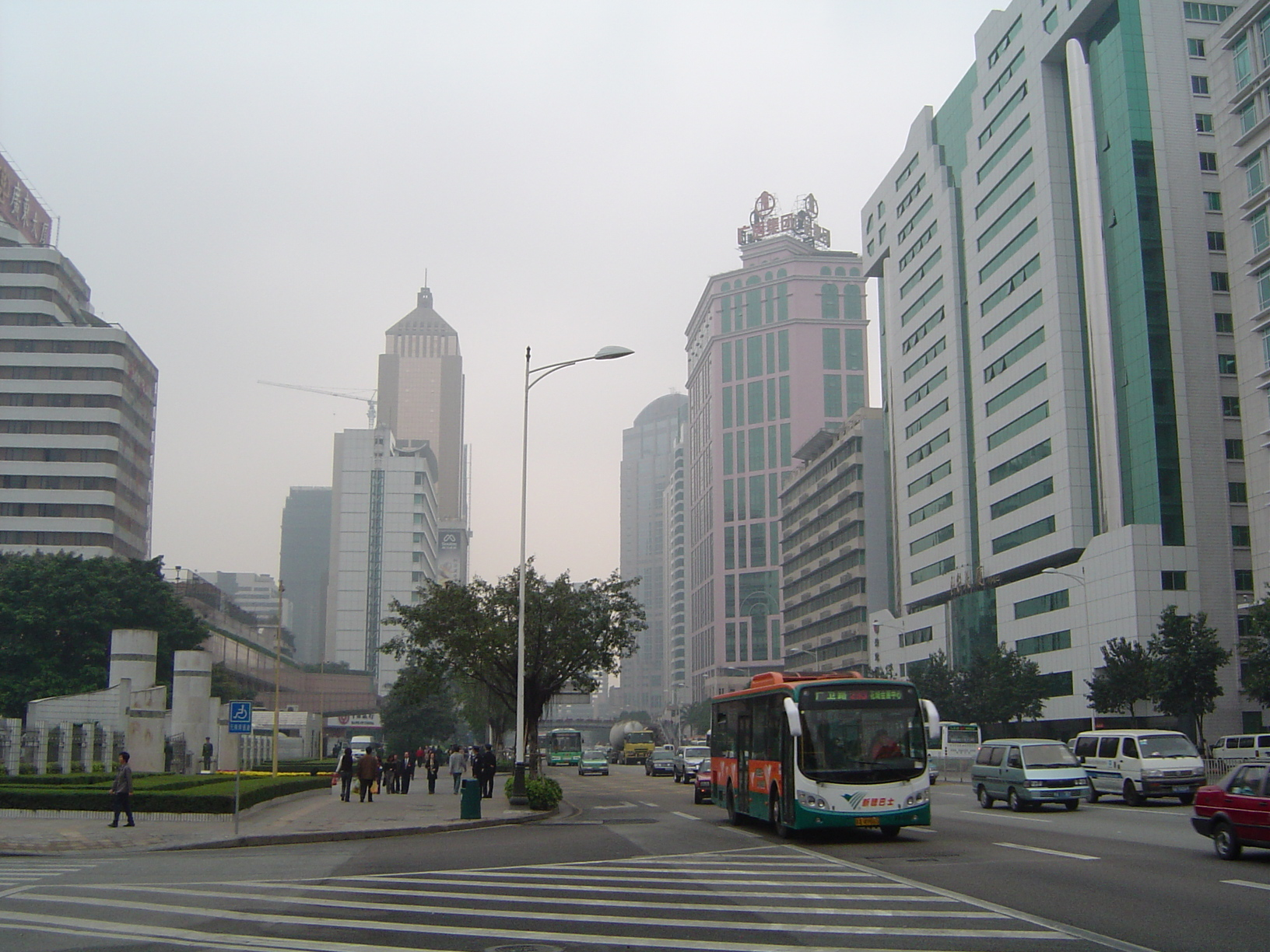
Dongfenglu

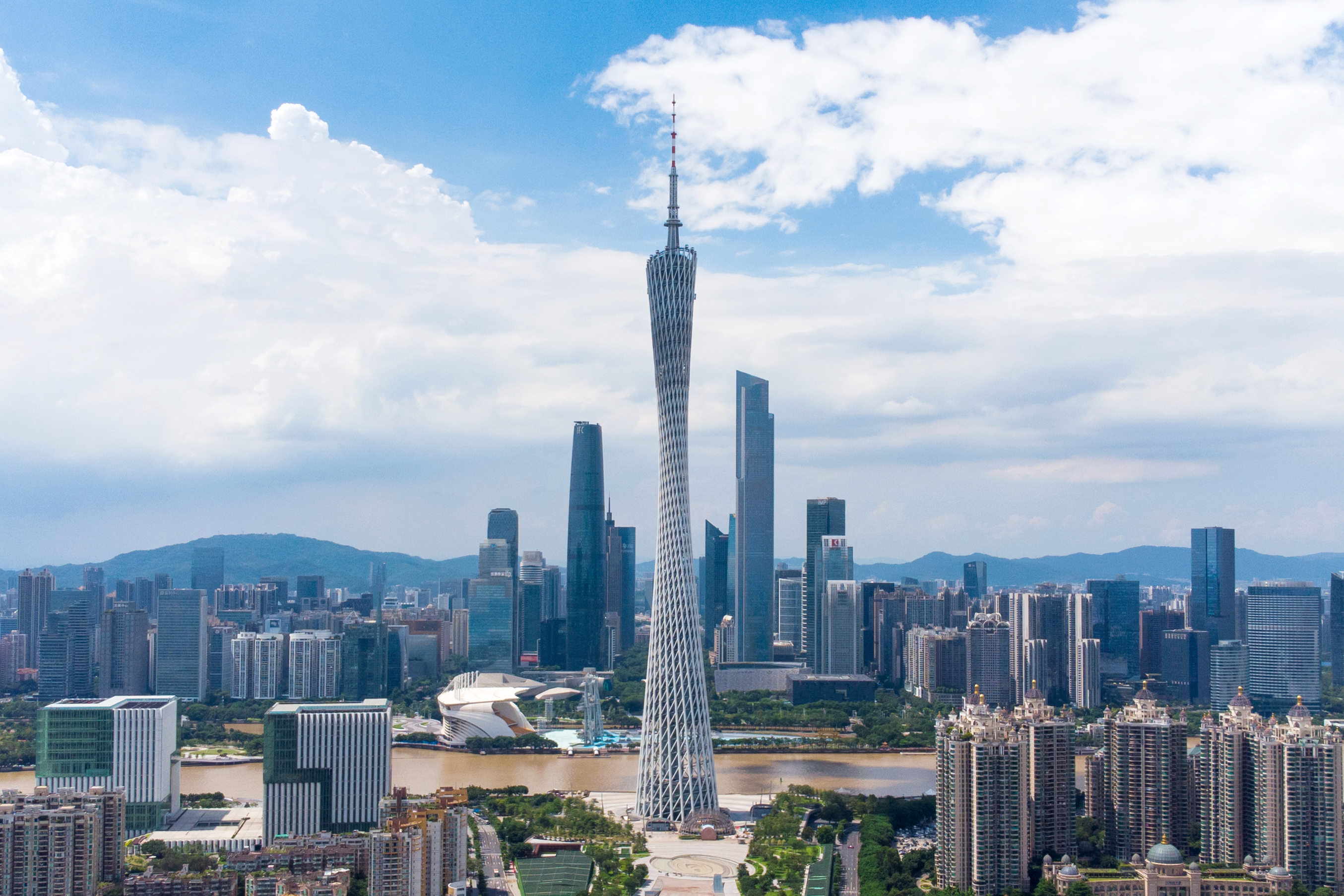
Geschäftsdistrikt der Stadt

### Wirtschaftsstruktur

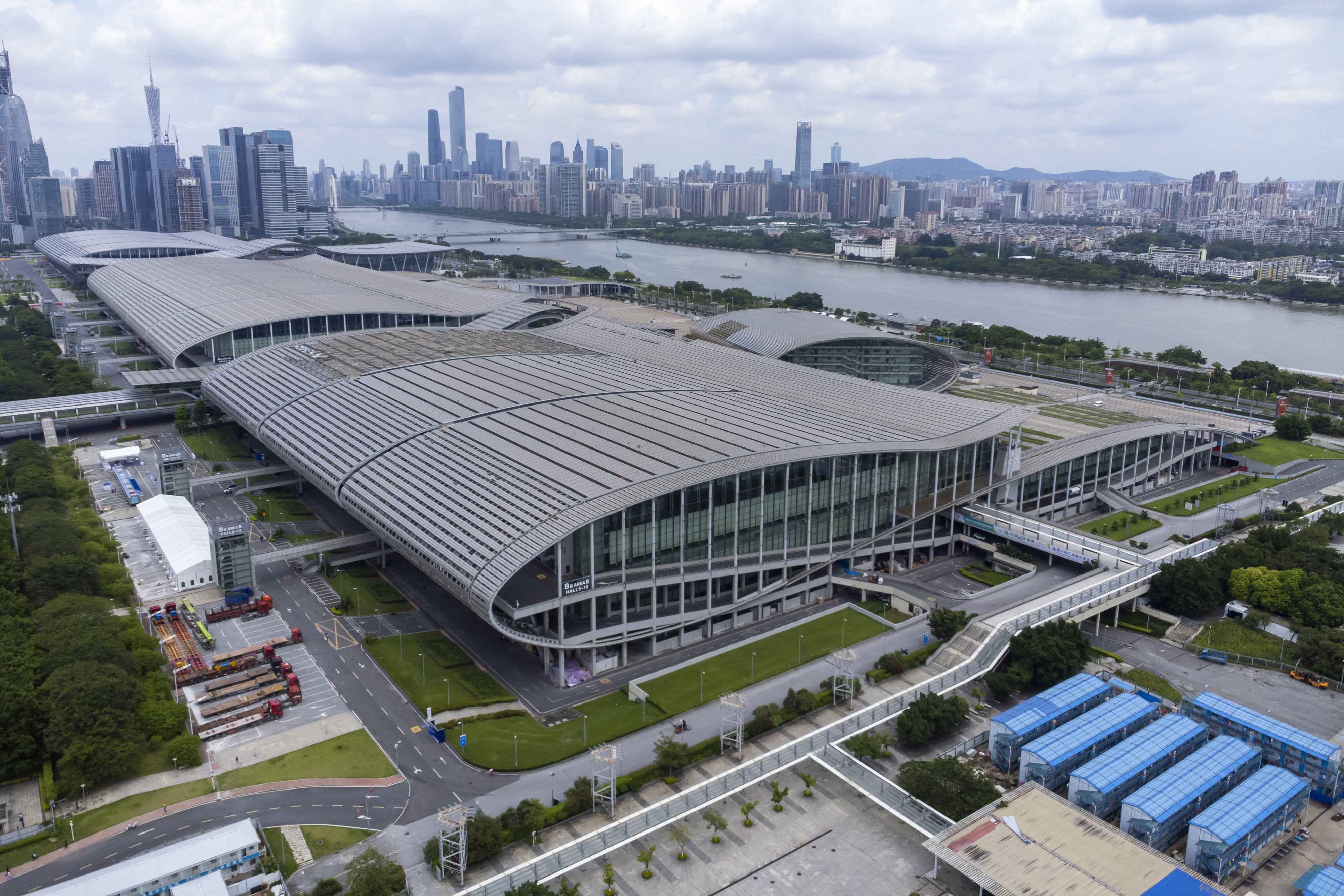
Messezentrum von Guangzhou

Zwischen 1949 und 1979 war Guangzhou bei weitem die wirtschaftlich führende Stadt des Gebiets. Dies lag vor allem an der China Import and Export Fair (auch Canton Fair), die in Guangzhou im April und Oktober jeden Jahres veranstaltet wird. Dass Guangzhou als Austragungsort dieser Messe ausgesucht wurde, lag an seiner Nähe zu Hongkong und seiner traditionellen Rolle als Chinas Tor zur Welt. Zwischen 1949 und 1979 war die Canton Fair die einzige nennenswerte Verbindung der chinesischen Wirtschaft mit der Weltwirtschaft.
Ab den achtziger Jahren investierten viele ausländische Unternehmen in Guangzhou. Zunächst war ihr Ziel vor allem die Erschließung des südchinesischen Marktes. Guangzhou war im Jahr 2002 nach Shanghai und Peking die Stadt mit der größten Wirtschaft in Festlandchina. Im Vergleich zu anderen Städten des Perlflussdeltas ist die Wirtschaft Guangzhous nicht nur die größte, sondern auch die vielseitigste.
Im Jahr 2002 hatten mehr als 8700 multinationale Unternehmen Niederlassungen in Guangzhou. Bedeutende Investoren sind unter anderem japanische Autohersteller wie Honda, Nissan und Isuzu. 2004 kam auch Toyota hinzu. Ausländische Dienstleister wie zum Beispiel Carrefour, 7-Eleven und Allianz SE werden von der wohlhabenden Bevölkerung der Stadt angezogen. FedEx betreibt seit Februar 2009 sein regionales Drehkreuz am Flughafen Guangzhou-Baiyun.

#### Industrie
Im Jahr 2002 waren die wichtigsten Industriezweige Guangzhous die Transportausrüstung (5,09 Mrd. US$), Chemie (4,21 Mrd. US$), elektronische Telekommunikationsgeräte (3,67 Mrd. US$) und elektrische Geräte und Maschinen (2,72 Mrd. US$). In der Leichtindustrie ist die Produktion von Textilien, Lederprodukten und Plastikprodukten weit entwickelt. Andere wichtige Industrien sind der Schiffbau mit der Huangpo Wenchong Shipbuilding Co., Betrieben der Nahrungsmittelverarbeitung (u. a. Zuckerraffinerie), Eisen- und Stahlproduktion und Kautschukverarbeitung.

#### Dienstleistungen
Guangzhou ist innerhalb Guangdongs das führende Zentrum von einer Reihe von Dienstleistungen. Dazu gehören Software, Logistik und Distribution. Weitere führende Dienstleistungssektoren sind Transport, Lagerung, Post und Telekommunikation, Handel, Banken, Versicherungen und Immobilien. Guangzhou ist auch ein wichtiger Austragungsort von Messen, darunter die LED CHINA. Das neue Messegelände Pazhou International Convention and Exhibition Centre hat eine Fläche von 10,5 Quadratkilometern.
In der Rangliste der wichtigsten Finanzzentren weltweit belegte Guangzhou den 28. Platz (Stand: 2018).

### Verkehr

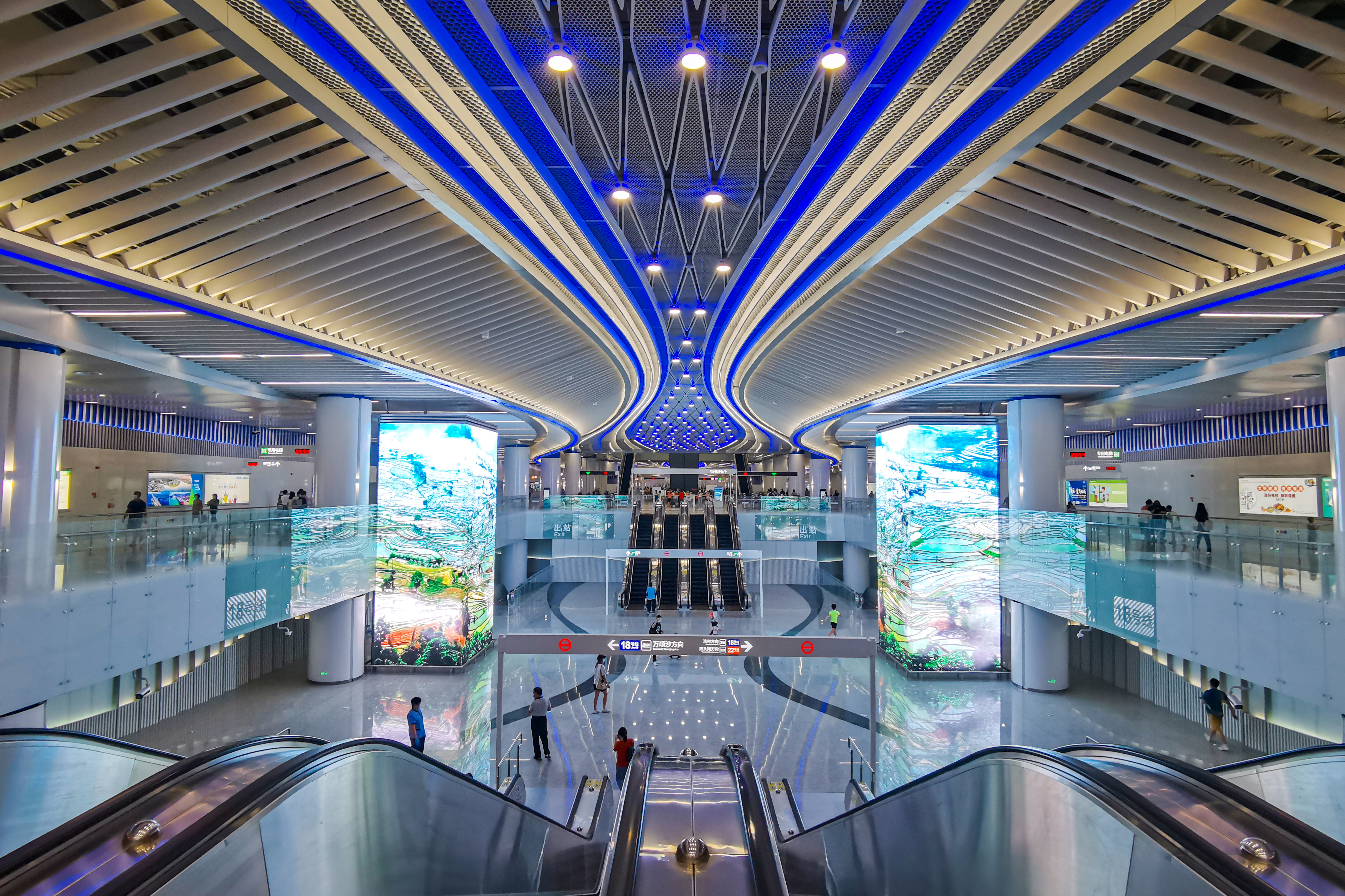
U-Bahn Guangzhou

#### Öffentlicher Personennahverkehr
Busverkehr
Das wichtigste öffentliche Verkehrsmittel in Guangzhou sind Omnibusse. Eine Fahrt mit dem Bus kostet einen oder zwei Yuan (Renminbi). Der Preis hängt nicht davon ab, wie weit man fährt, sondern nur davon, ob der Bus klimatisiert ist oder nicht. Die meisten Omnibusse sind klimatisiert.
Schienennahverkehr

Die Guangzhou Metro wurde am 28. Juni 1997 eröffnet. Die Linien 1 bis 9, 13 und 14 sowie die S-Bahn-ähnliche Guangfo-Linie in die Nachbarstadt Foshan sind bereits in Betrieb, sieben weitere Linien sind in Bau. Zwecks Feinerschließung des Geschäftsviertels Zhujiang Xincheng (珠江新城) im Osten der Stadt wurde eine unterirdische Kabinenbahn, sogenannte APM (Automated Person Mover) errichtet. Die Metro befördert täglich durchschnittlich etwa 8,931 Mio. Fahrgäste (Stand: Mai 2021) auf 236 km Streckenlänge. Mit 1,16 Milliarden Passagieren pro Jahr (Stand: Ende 2019) steht sie auf der Liste der weltweit meistfrequentierte U-Bahn-Systeme auf Platz 10.
Luftseilbahn

Eine Gondelbahn mit Gondeln für acht Personen befördert Passagiere auf den höchsten Punkt der Stadt, welcher sich auf dem Baiyun-Berg befindet. Wörtlich bedeutet Bai weiß und Yun Wolke.
Taxiverkehr

Fast überall findet man Taxis. Diese sind jedoch teurer als in anderen Städten wie zum Beispiel Peking oder Qingdao. Der Basispreis liegt bei 10 RMB (etwa 1,20 EUR) für die ersten zwei Kilometer. Deutlich billiger sind dagegen die Motorradtaxis. Motorräder sind aber seit 2007 in großen Teilen der Stadt generell verboten.

#### Straßenverkehr
Wichtige Straßen sind die Dongfenglu (东风路) und die Zhongshanlu (中山路). Die Dongfenglu verläuft durch den Norden der Stadt, entlang der Sun Yat-sen-Gedenkhalle und der Provinz- und Stadtregierung und in Richtung des Flughafens. Die Zhongshanlu ist fast so lang wie die ganze Stadt von Westen nach Osten. Sie verbindet unter anderem das alte Stadtzentrum bei Gongyuanqian (公园前) mit dem neuen Stadtzentrum Tianhe (天河).

#### Überregionaler Schienenverkehr
Von Guangzhou aus gibt es Zugverbindungen nach Hongkong und viele weitere chinesische Städte wie Peking, Shanghai und Nanning. Seit dem 26. Dezember 2012 ist die mit 2.298 Kilometer längste Hochgeschwindigkeitsstrecke der Welt zwischen Peking und Guangzhou in Betrieb.
Die Hochgeschwindigkeitszüge fahren von dem 2010 eröffneten Südbahnhof im südlichen Bezirk Panyu ab. Für eine kurze Zeit nach der Fertigstellung war der neue Bahnhof der größte in Asien und ist mit Stand 2015 der viertgrößte Bahnhof in China. Eine gute Erreichbarkeit des Fernbahnhofes ist durch den Anschluss an das U-Bahn-Netz gegeben, Buslinien und Taxis sind ebenfalls Bestandteil der öffentlichen Verkehrsinfrastruktur. Ein mittelfristiges Projekt ist die Schnellstreckenverbindung zwischen Hongkong und Guangzhou, für die die Inbetriebnahme für das Jahr 2017 erwartet wird. Diese Verbindung wird das nördliche Perlflussdelta zwischen den Städten Hongkong und Guangzhou mit Stationen in Shenzhen und Dongguan erschließen.

#### Schiffsverkehr
Bootsverbindungen von der West- zur Ostgrenze der Innenstadt oder vom Nord- an das Südufer sind regelmäßig im 5-, 20- bzw. 30-Minuten-Takt. Weiterführende Strecken können mit Fähren an den jeweiligen Knotenpunkten der Stadtgrenzen genutzt werden. Diverse Ausflugsziele werden mit Tourschiffen angefahren. Touristisch attraktiv ist eine Fahrt bei Nacht dank der farbenfrohen und üppigen Beleuchtung der Brücken und an die Ufer angrenzenden Häuser und Straßen bzw. Geh- und Fahrradwege. Weitere Fährverbindungen erschließen Guangzhou mit Hongkong oder Foshan.

#### Luftverkehr

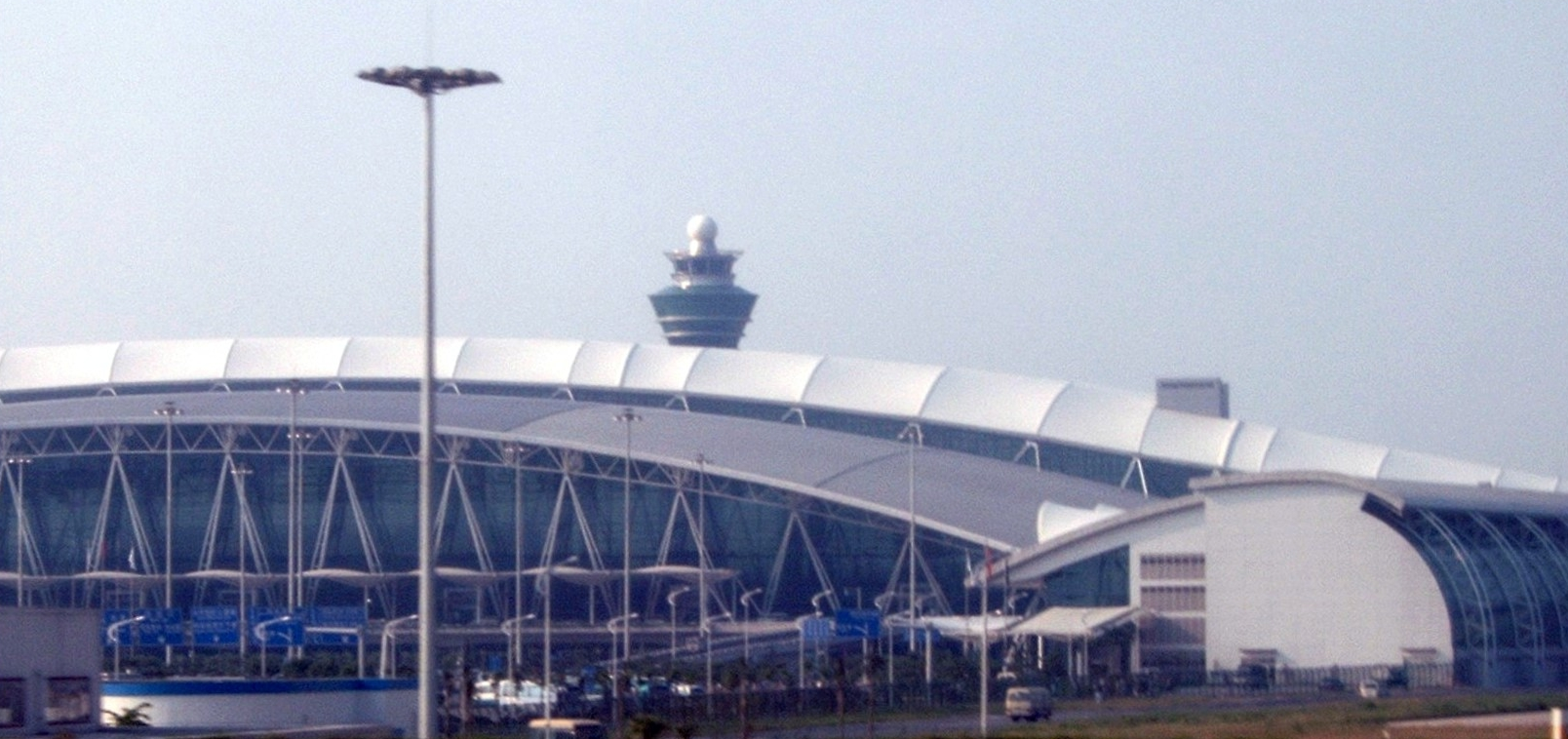
New Baiyun Airport

2004 wurde der neue Flughafen Guangzhou Baiyun International Airport eröffnet. Er ist etwa 28 km vom Stadtzentrum entfernt und ersetzt den ehemals im Stadtgebiet liegenden, abgerissenen und überbauten Flughafen Guangzhou-Baiyun (alt). Die Kapazität beträgt im Jahr 2010 über 40 Millionen Passagiere.
2014 stand der Baiyun International Airport mit fast 55 Millionen Passagieren an 15. Stelle auf der vom Airports International Council erstellen Liste, die Flughäfen nach deren jährlichem Passagieraufkommen untersucht.
Nach der Fertigstellung des zweiten Terminals im Jahr 2018 und der bereits 2014 erfolgten Inbetriebnahme der dritten Start- und Landebahn sollte die Passagierkapazität des Flughafens auf 80 Millionen, das Frachtaufkommen auf 2,5 Millionen Tonnen steigen.

### Bildungsinstitutionen

#### Wissenschaft
Seit Ende 2013 befindet sich mit „Tianhe-2“ einer der leistungsstärksten Superrechner der Welt in Guangzhou, bis 2016 der leistungsstärkste der Welt. Sein Standort ist die Sun Yat-sen University. Mit einer Leistung von 30,65 Petaflops erreicht der Rechner fast die doppelte Leistung des bisherigen Spitzenreiters, „Titan“ vom Oak Ridge National Laboratory in Tennessee, USA. Nach einer Testphase mit weiteren Optimierungen soll der Rechner eine Leistung von 54,90 Petaflops erreichen.

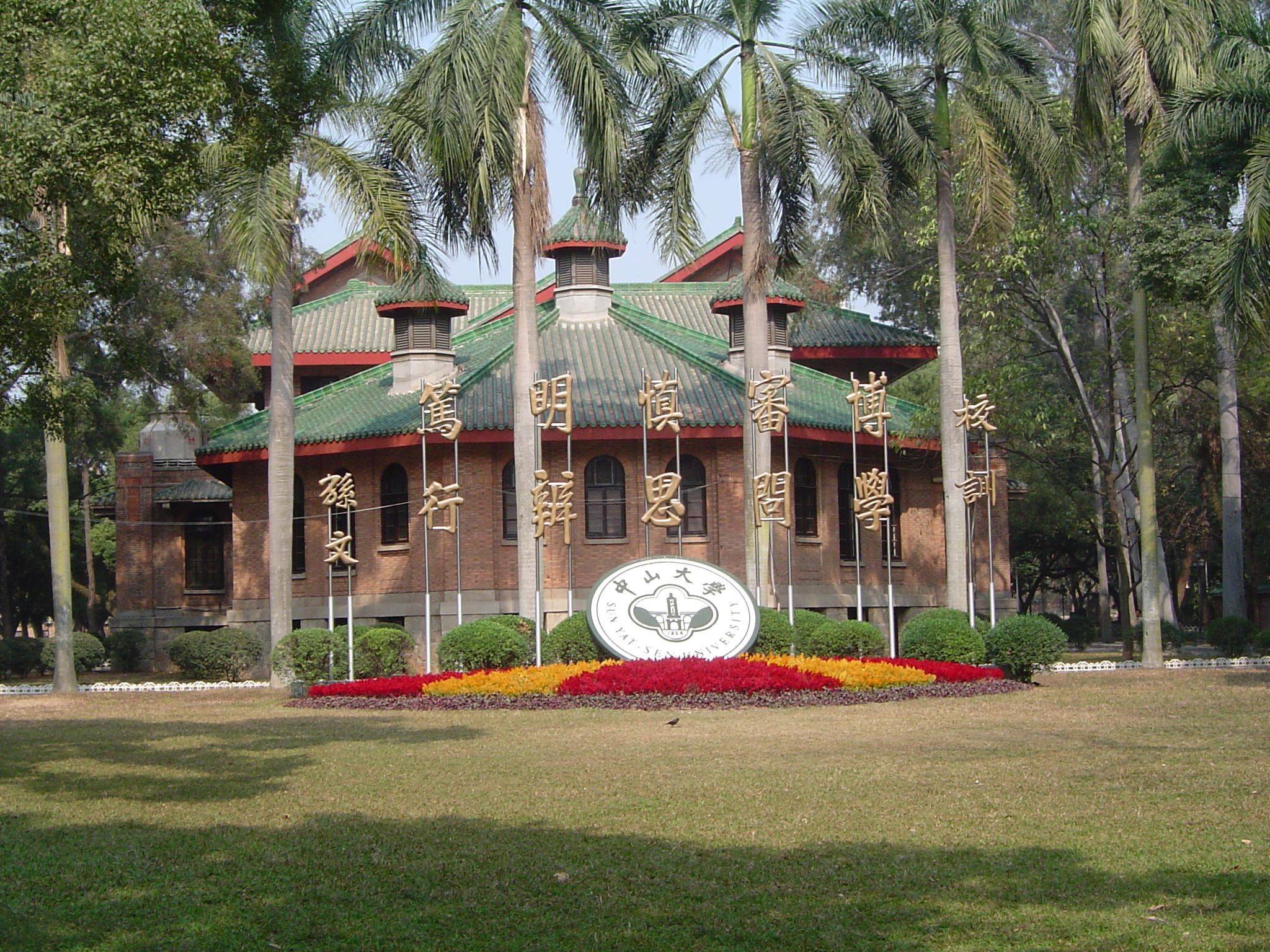
Sun-Yat-sen-Universität

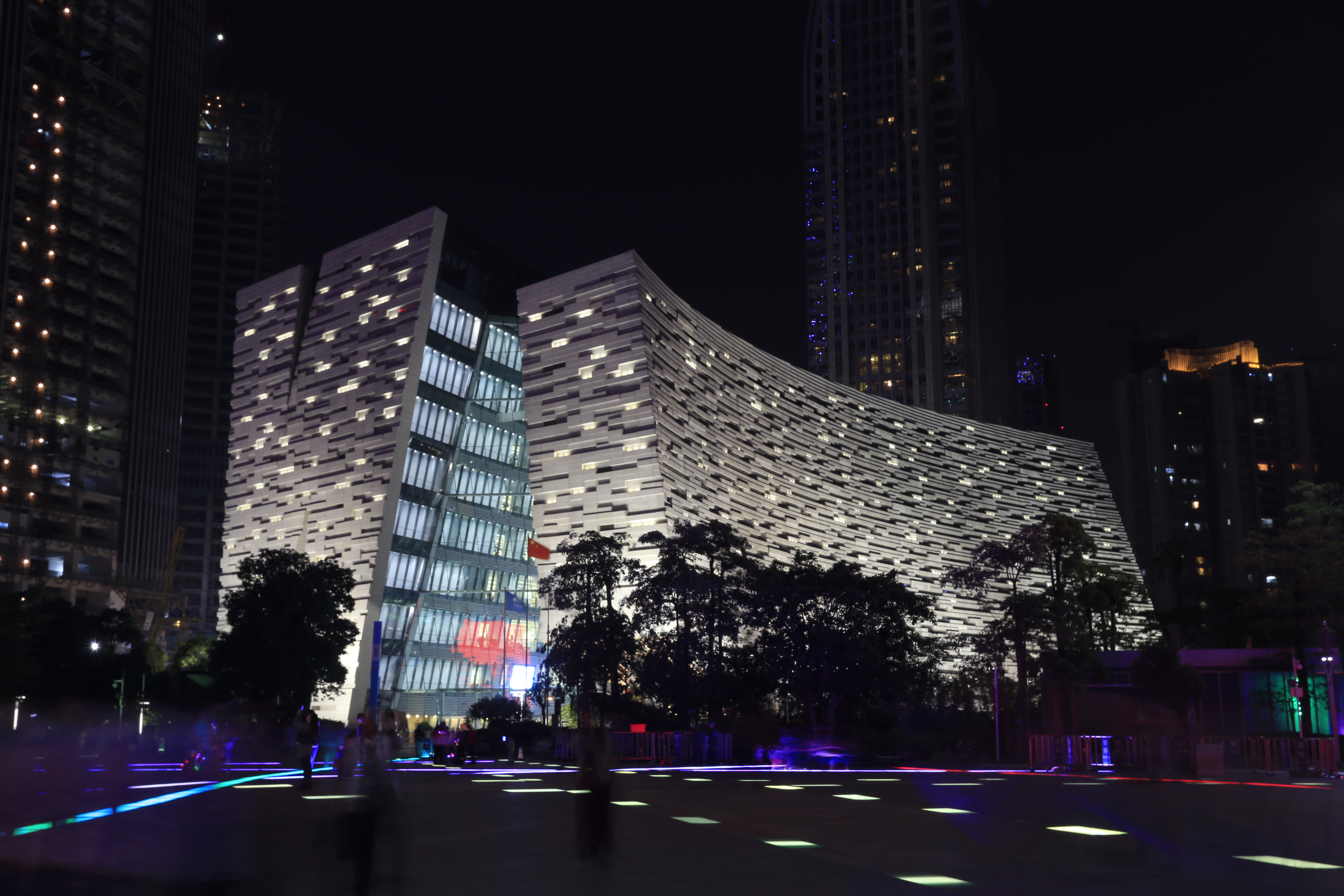
Moderne Bibliothek

Im Juni 2016 wurde Tianhe-2 von der fast dreimal schnelleren chinesischen Eigenentwicklung Sunway TaihuLight mit 93 PFLOPS abgelöst.

#### Universitäten
- Die Sun-Yat-sen-Universität (中山大学,  Zhōngshān Dàxué) ist eine der zehn angesehensten Universitäten der Volksrepublik China; sie wurde im Jahre 1924 gegründet;
- Guangzhou-Universität (广州大学,  Guǎngzhōu Dàxué);
- Handelshochschule Guangdong (广东商学院,  Guǎngdōng Shāngxuéyuàn);
- Hochschule der Künste Guangzhou (广州美术学院,  Guǎngzhōu Měishù Xuéyuàn);
- Hochschule für Pharmakologie und Pharmazeutik Guangdong (广东药学院,  Guǎngdōng Yàoxuéyuàn);
- Industrie-Universität Guangdong (广东工业大学,  Guǎngdōng Gōngyè Dàxué);
- Jinan-Universität (暨南大学,  Jìnán Dàxué), gegründet 1906;
- Landwirtschaftliche Universität Südchinas (华南农业大学,  Huánán Nóngyè Dàxué), gegründet 1909;
- Medizinische Hochschule Guangzhou (广州医学院,  Guǎngzhōu Yīxuéyuàn);
- Medizinische Universität des Südens (南方医科大学,  Nánfāng Yīkē Dàxué);
- Pädagogische Universität Südchinas (华南师范大学,  Huánán Shīfàn Dàxué);
- Pädagogische Technik-Hochschule Guangdong (广东技术师范学院,  Guǎngdōng Jìshù Shīfàn Xuéyuàn);
- Sporthochschule Guangzhou (广州体育学院,  Guǎngzhōu Tǐyù Xuéyuàn);
- Technische Universität Südchinas (华南理工大学,  Huánán Lǐgōng Dàxué);
- Universität für Fremdsprachen und Außenhandel Guangdong (广东外语外贸大学,  Guǎngdōng Wàiyǔ Wàimào Dàxué);
- Universität für Traditionelle Chinesische Medizin und Pharmakologie Guangzhou (广州中医药大学,  Guǎngzhōu Zhōngyīyào Dàxué);
- Xinghai-Musikhochschule (星海音乐学院,  Xīnghǎi Yīnyuè Xuéyuàn);
- Zhongkai-Hochschule für Agraringenieurwesen (仲恺农业工程学院,  Zhòngkǎi Nóngyè Gōngchéng Xuéyuàn), gegründet 1927.

## Kultur

### Lebensqualität
In der Rangliste des US-Beratungsunternehmens Mercer zur städtischen Lebensqualität belegte Guangzhou 2019 den 122. Platz unter 231 untersuchten Städten weltweit. Im Vergleich mit anderen chinesischen Städten lag es hinter Shanghai (Platz 103) gleichauf mit Peking (Platz 120) und noch vor Shenzhen (Platz 132), Nanjing (Platz 140), Chongqing (Platz 148) und Shenyang (Platz 158).

### Küche
In China heißt es: „Die Kantonesen essen alles, was schwimmt, fliegt oder vier Beine hat, außer U-Boote, Flugzeuge und Tische.“ Die kantonesische Küche ist sehr vielfältig mit zum Teil sehr wohlschmeckenden, für Europäer teilweise gewöhnungsbedürftigen, Gerichten. Unter anderem werden Katzen, Hunde und Schlangen verzehrt, sie sind allerdings auf dem Speiseplan der meisten Kantonesen nicht oder nur selten zu finden.
Kantonesisches Essen ist im Allgemeinen nicht scharf. Typische Gerichte sind traditionale kantonesische Suppe (广式靚湯,  guǎngshì liàng tāng, Jyutping gwong2sik1 leng3 tong1), Brei (粥,  zhōu, Jyutping zuk1) und Dim Sum (点心,  diǎnxīn, Jyutping dim2sam1).
Die chinesische Küche in Europa und Nordamerika ist historisch bedingt meist stark kantonesisch geprägt (v. a. durch Auslandschinesen aus Hongkong), allerdings meist in abgewandelter Form. In der Tat findet man eine authentische Kanton-Küche meist in Gebieten mit größeren chinesischen bzw. kantonesischen Gemeinden, beispielsweise in Städten mit „Chinatowns“ oder Hafenstädten mit einer langen Handelsbeziehung zu China.

Lebensmittel in Guangzhou
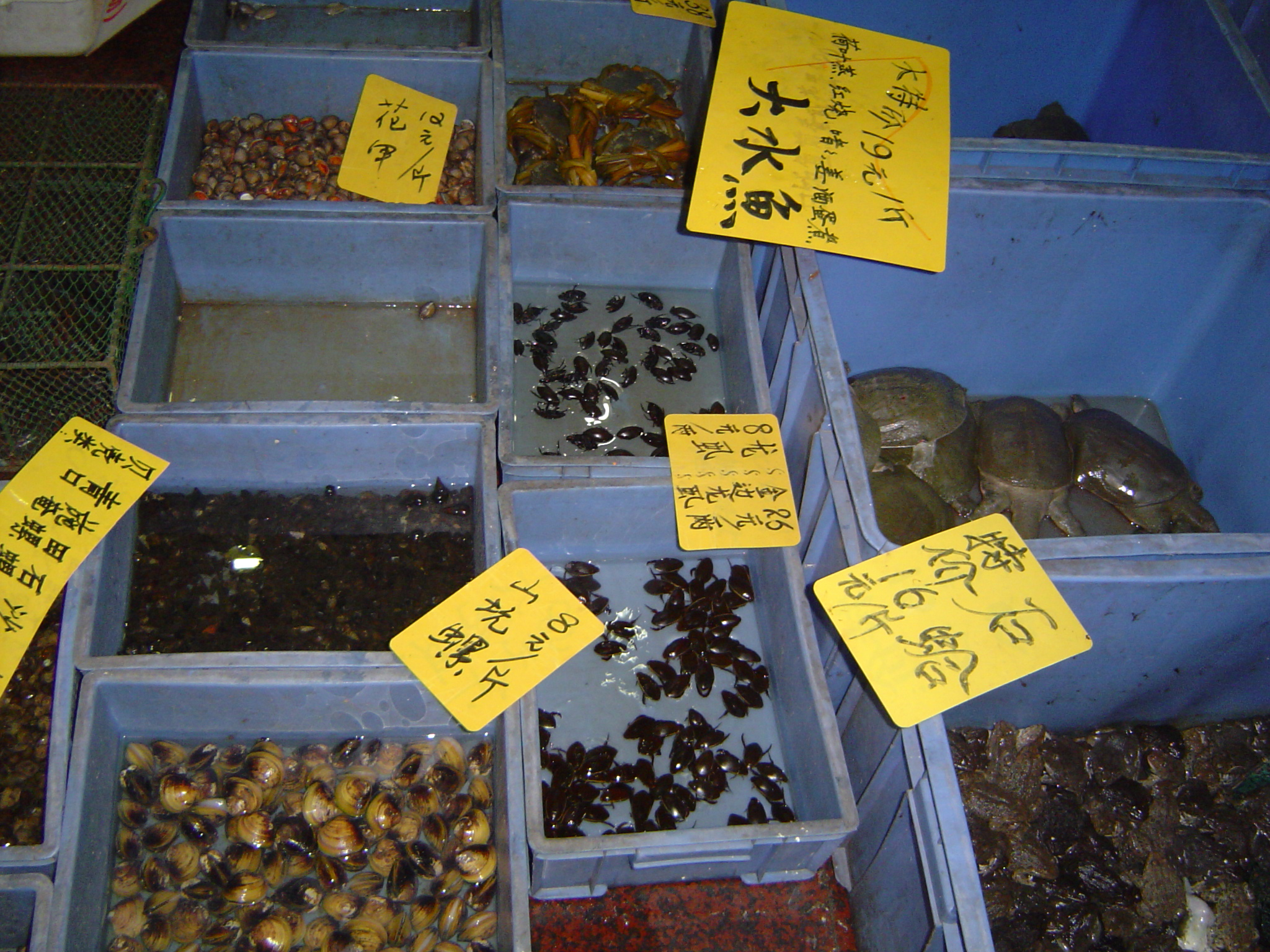
Verschiedene frische Nahrungsmittel eines Guangzhouer Restaurants
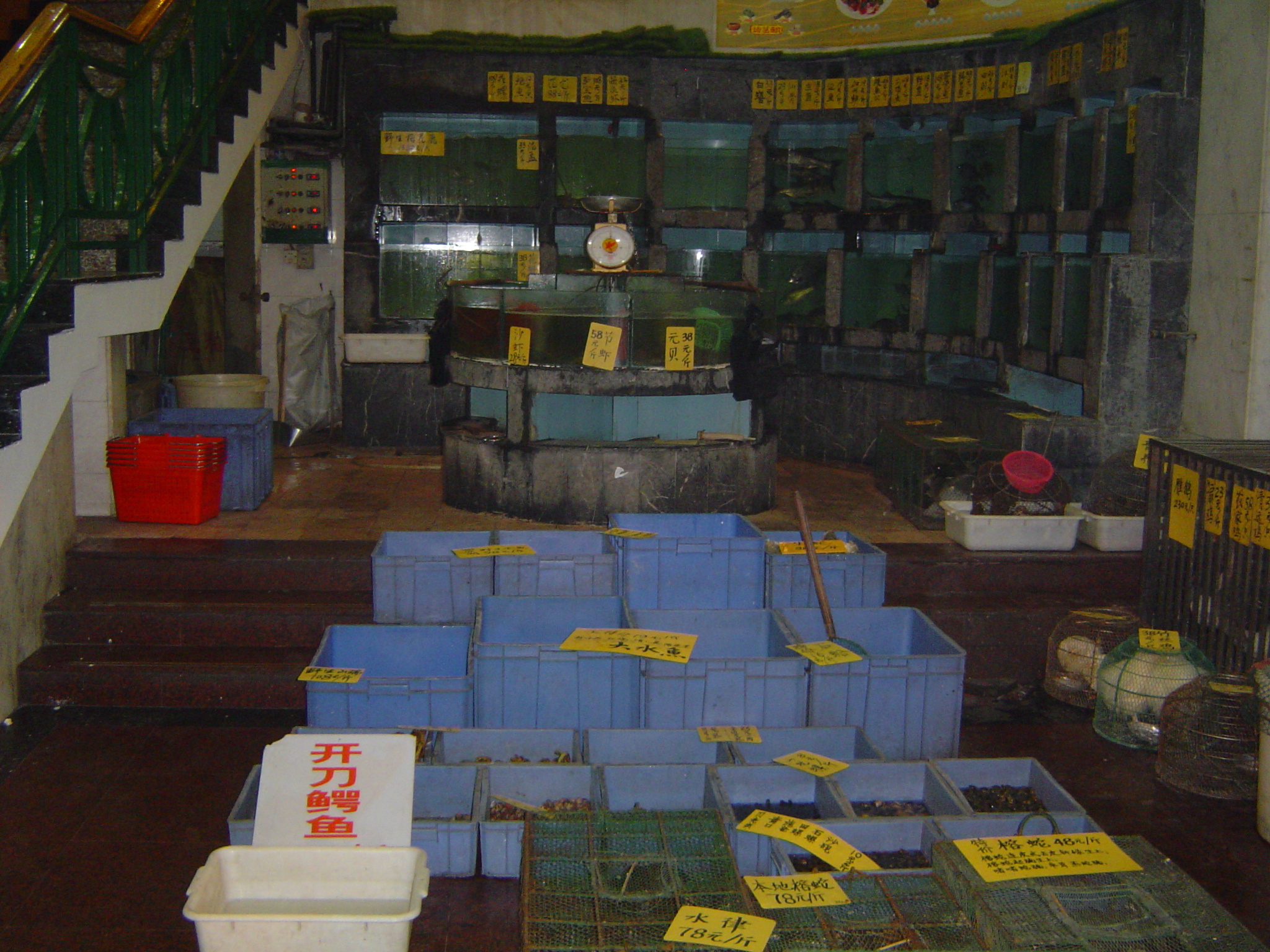
Eingangsbereich eines Restaurants mit frischen Lebensmitteln
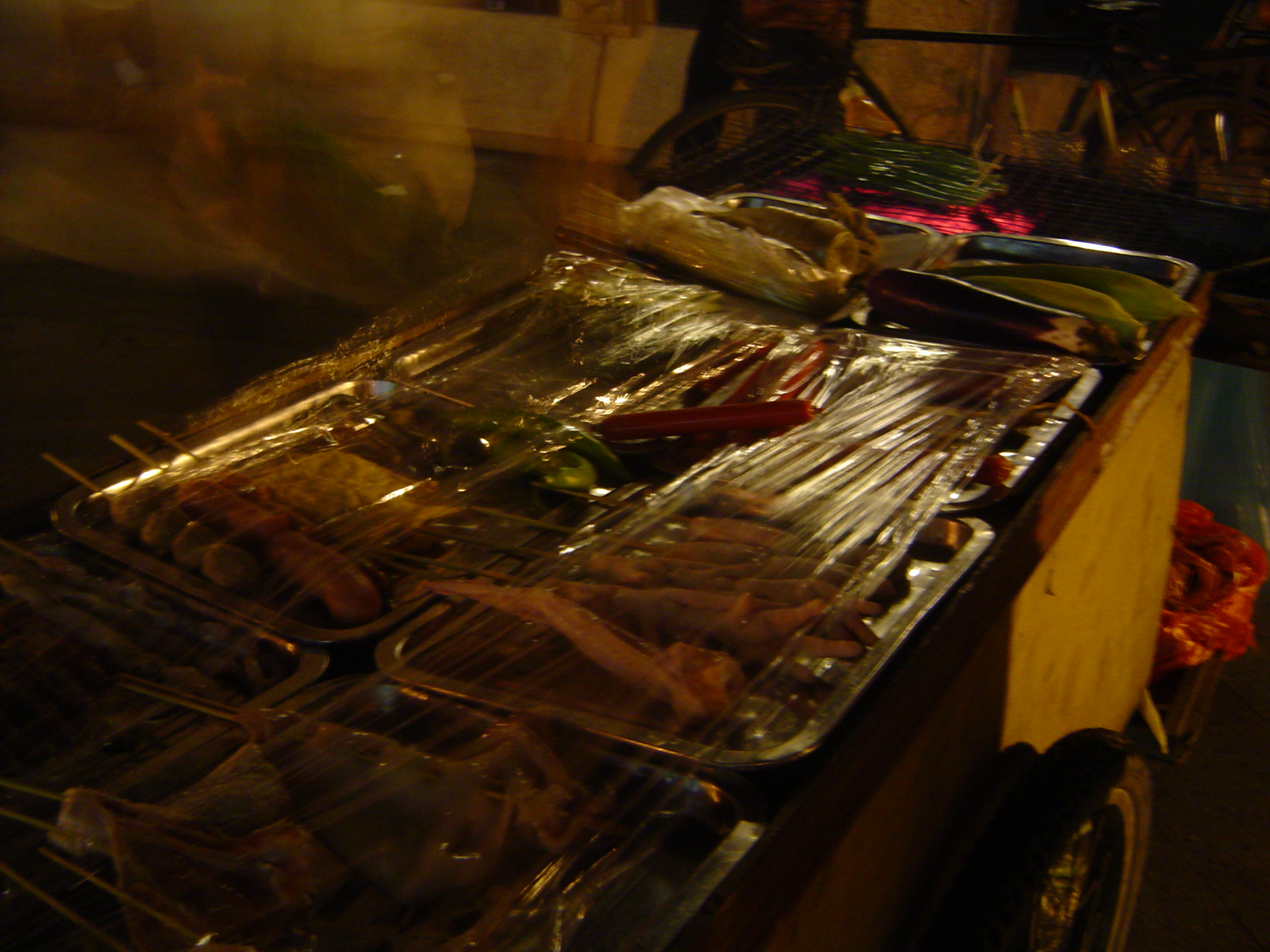
Kourou (扣肉,  kòuròu, Jyutping kau3juk6) – Ein mobiler Grillimbiss

### Theater
2010 wurde das von Zaha Hadid entworfene Opernhaus Guangzhou am Perlfluss eröffnet. Im selben Jahr eröffnete auch der gegenüberliegende Neubau des Guangdong Museums.

### Musik

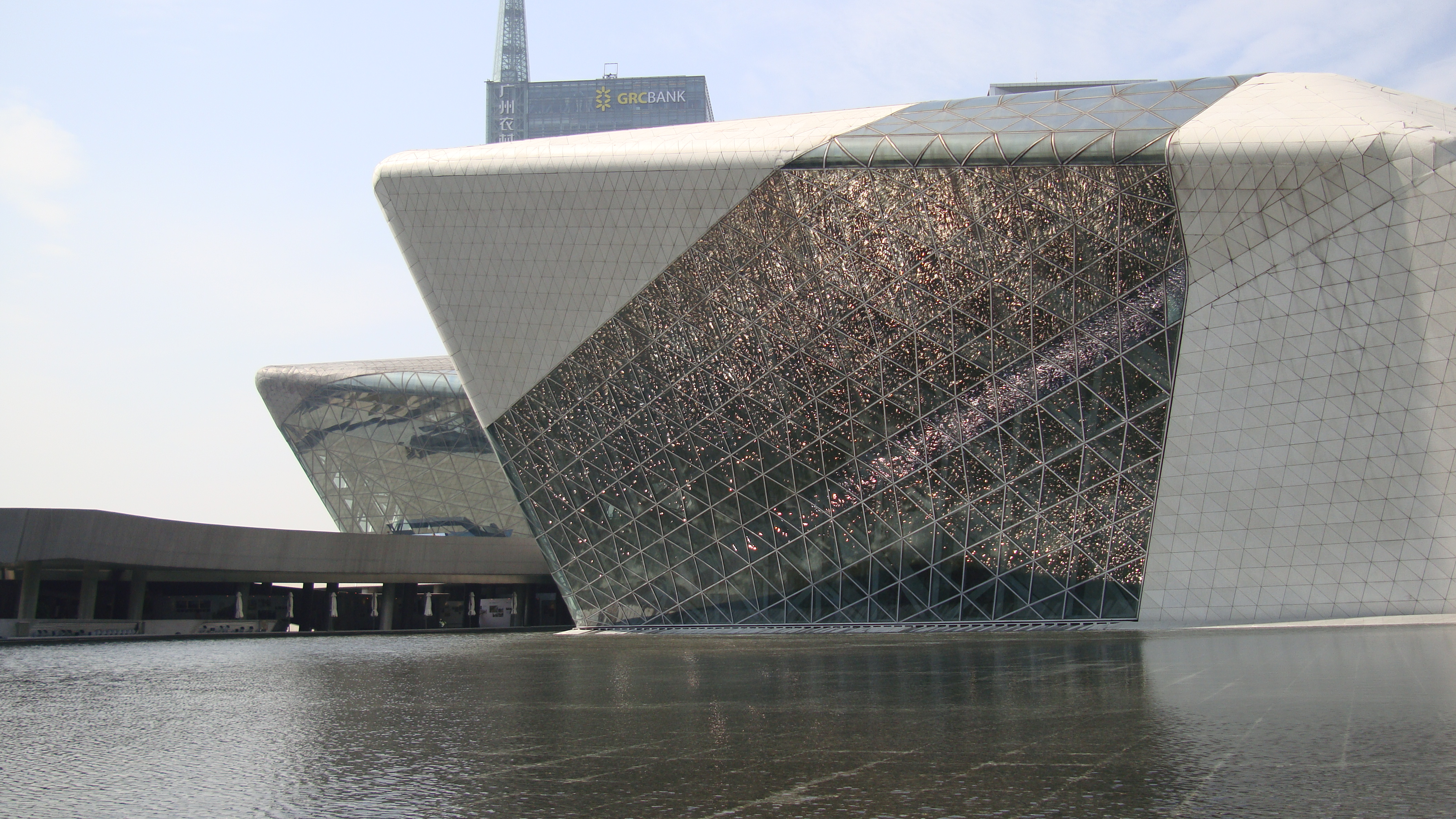
Opernhaus von Guangzhou

Seit 1957 hat Guangzhou ein Sinfonieorchester, das Symphonieorchester Guangzhou (Guangzhou Symphony Orchestra, Abk.: GSO, 广州交响乐团,  Guǎngzhōu Jiāoxiǎngyuètuán, Jyutping Gwong2zau1 Gaau1hoeng2ngok6tyun4).

### Ausstellungen
Seit 2002 veranstaltet das Guangdong Museum of Art die Guangzhou-Triennale für moderne und zeitgenössische Kunst. Auf der 55. Biennale von Venedig organisierte das Museum mit 'Voice of the unseen' die bisher größte außerhalb Chinas gezeigte Schau unabhängiger chinesischer Kunst.

### Museen
Die Stadt besitzt über 30 öffentliche Museen mit zum Teil internationaler Bedeutung, wie zum Beispiel das Museum des Mausoleums des Königs von Nanyue, welches zugleich eines der offiziellen Denkmäler der Volksrepublik China ist, oder das Guangzhou Museum of Art.

### Sport

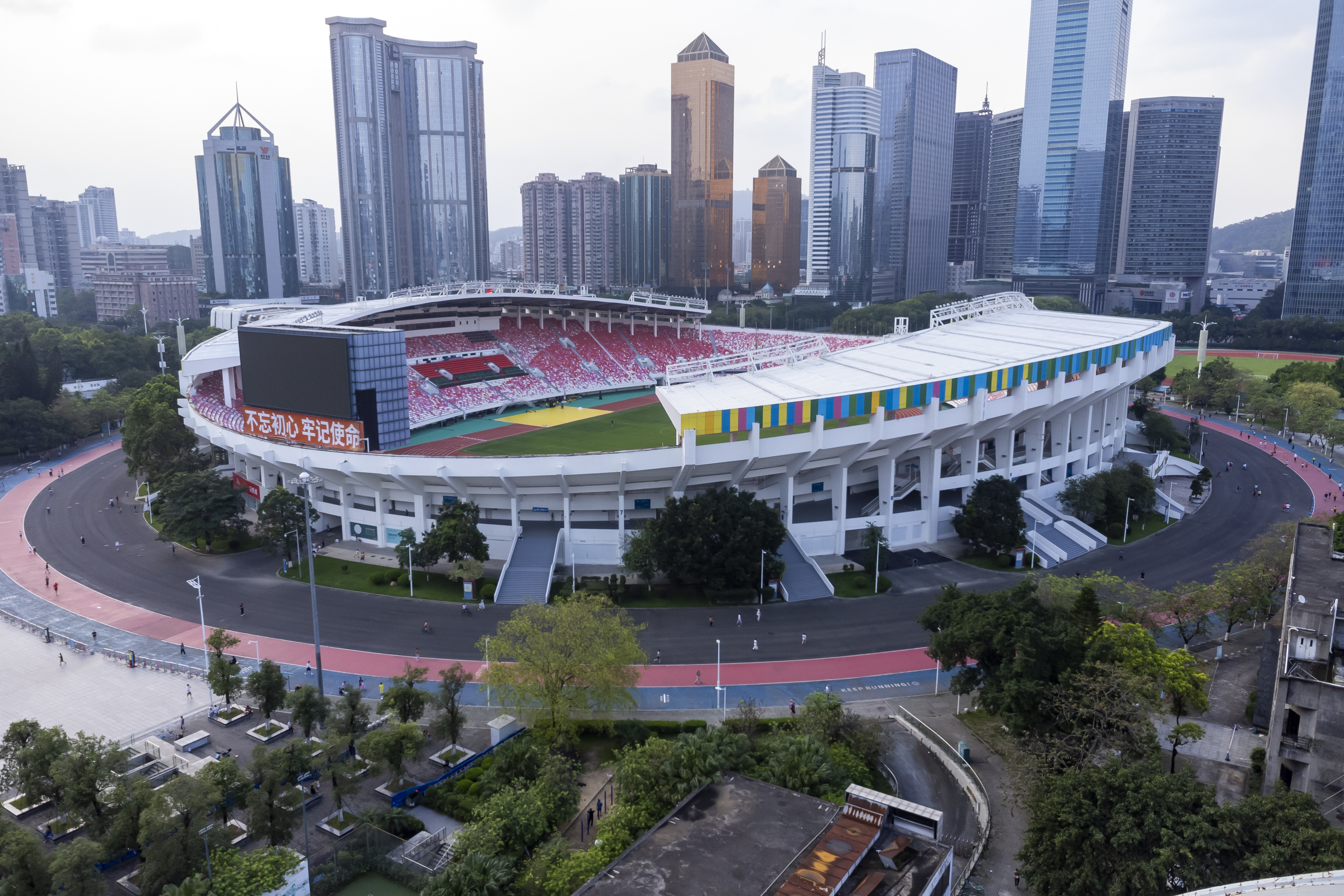
Tianhe-Stadion

Guangzhou ist Austragungsort des erstmals 1998 und dann seit 2002 jährlich im Januar ausgetragenen Vier-Nationen-Turniers für Frauen-Fußballnationalmannschaften. 1991 fanden hier Spiele der Fußball-Weltmeisterschaft der Frauen statt, so ein Viertel- und Halbfinale und das Spiel um Platz 3.
Guangzhou war 2010 Gastgeber der XVI. Asienspiele, sowie Austragungsort der Gedächtnisweltmeisterschaft.
Guangzhou Evergrande, (广州恒大足球俱乐部,  Guǎngzhōu Héngdà Zúqiú Jùlèbù, Jyutping Gwong2zau1 Hang4daai6 Zuk1kau4 Keoi1lok6bou6) wurde 1954 gegründet. Der Verein wurde 2011 erstmals Chinesischer Meister und gewann 2012 das Double aus Meisterschaft und Pokal. 2013 wurde der Verein abermals Landesmeister und zugleich AFC-Champions-League-Sieger. Am 17. Dezember 2013 trat er im Halbfinale der Club-Weltmeisterschaft in Marokko gegen den FC Bayern München an, der das Spiel 3:0 gewann.
Mitte der 1990er Jahre gründete sich der Rugby Club Guangzhou Rams. Sie spielen gegen Teams aus Macau und Hongkong.

## Galerie

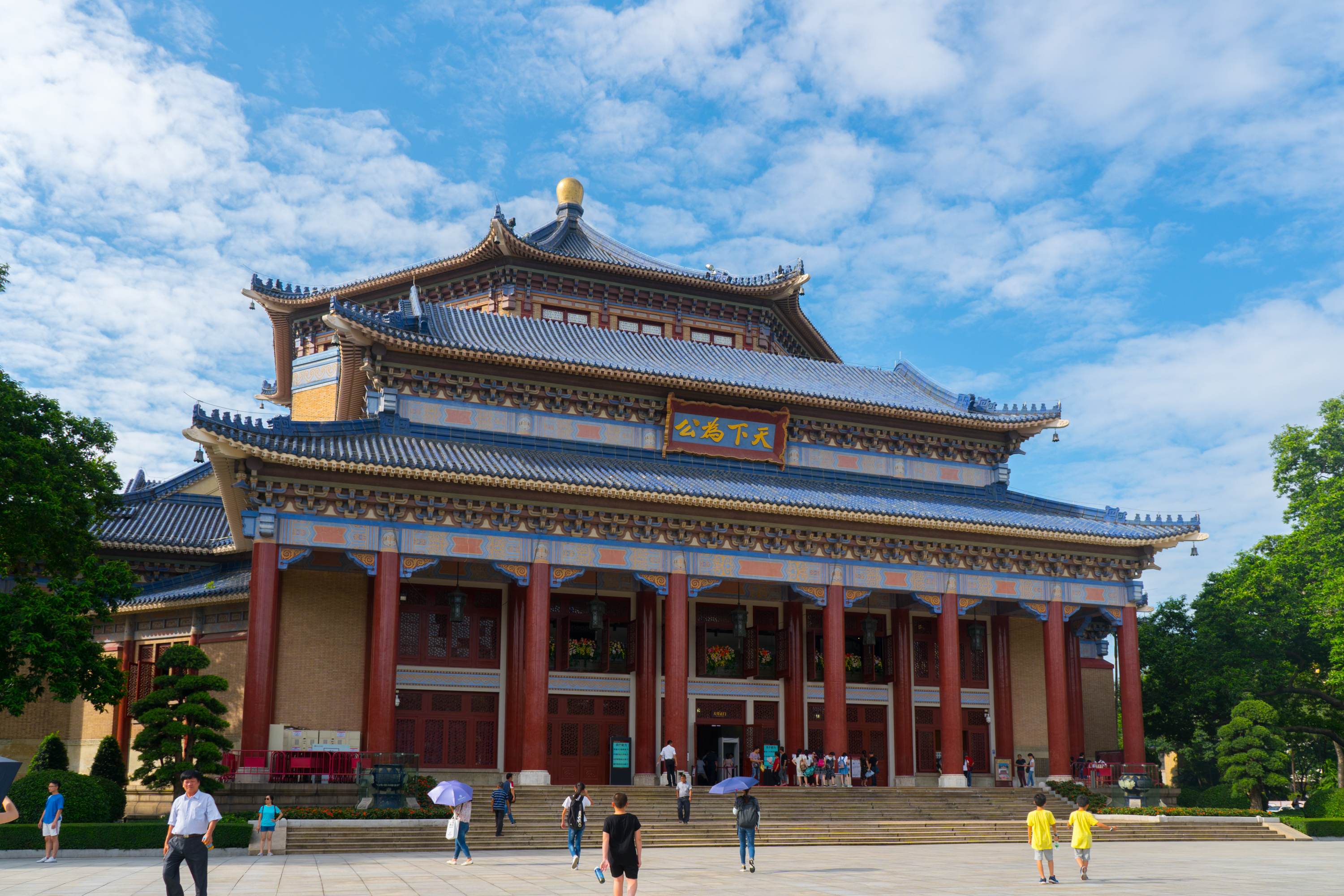
Sun-Yat-sen-Gedenkhalle
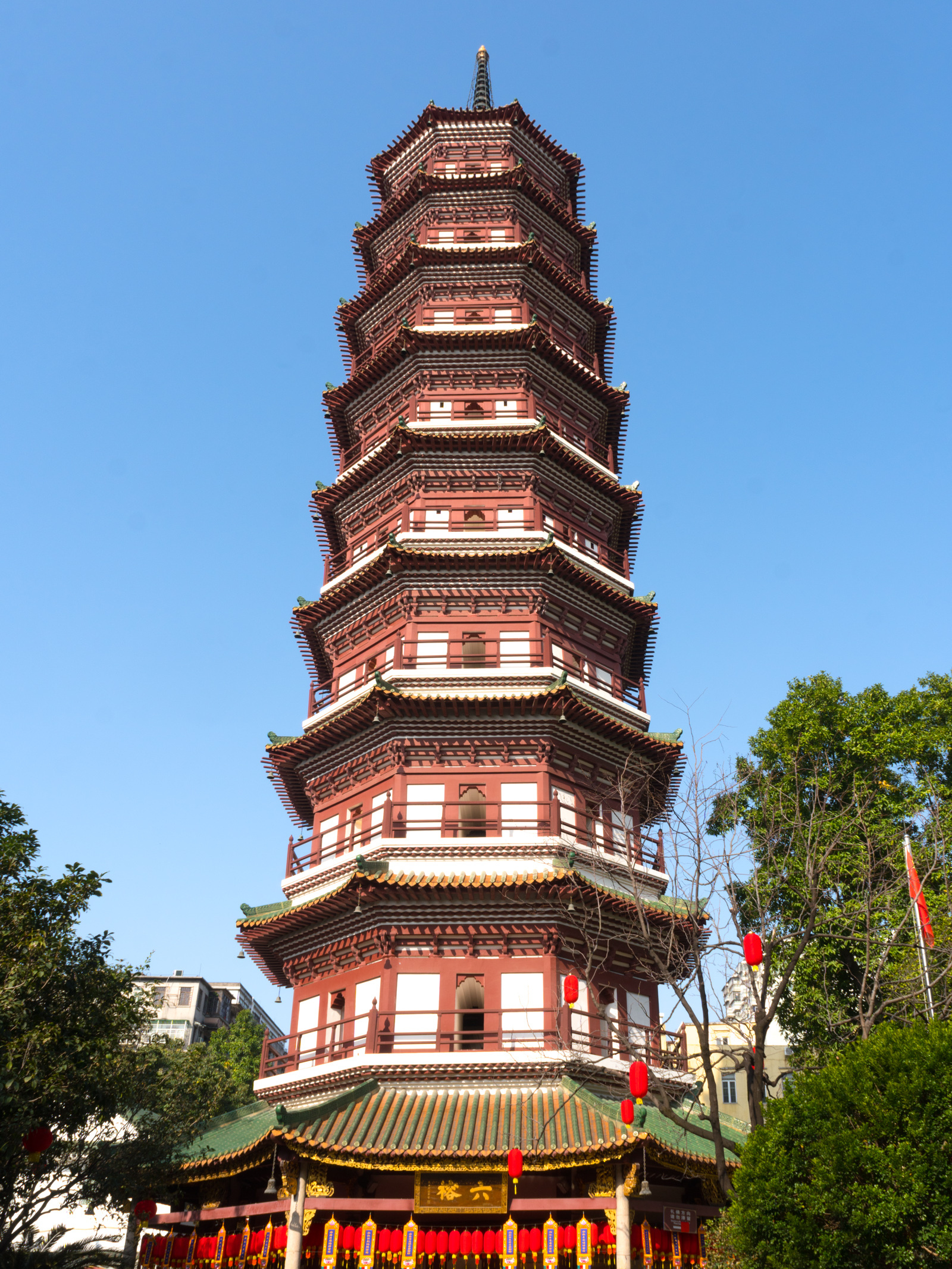
Pagode des Tempels der Sechs Banyanbäume
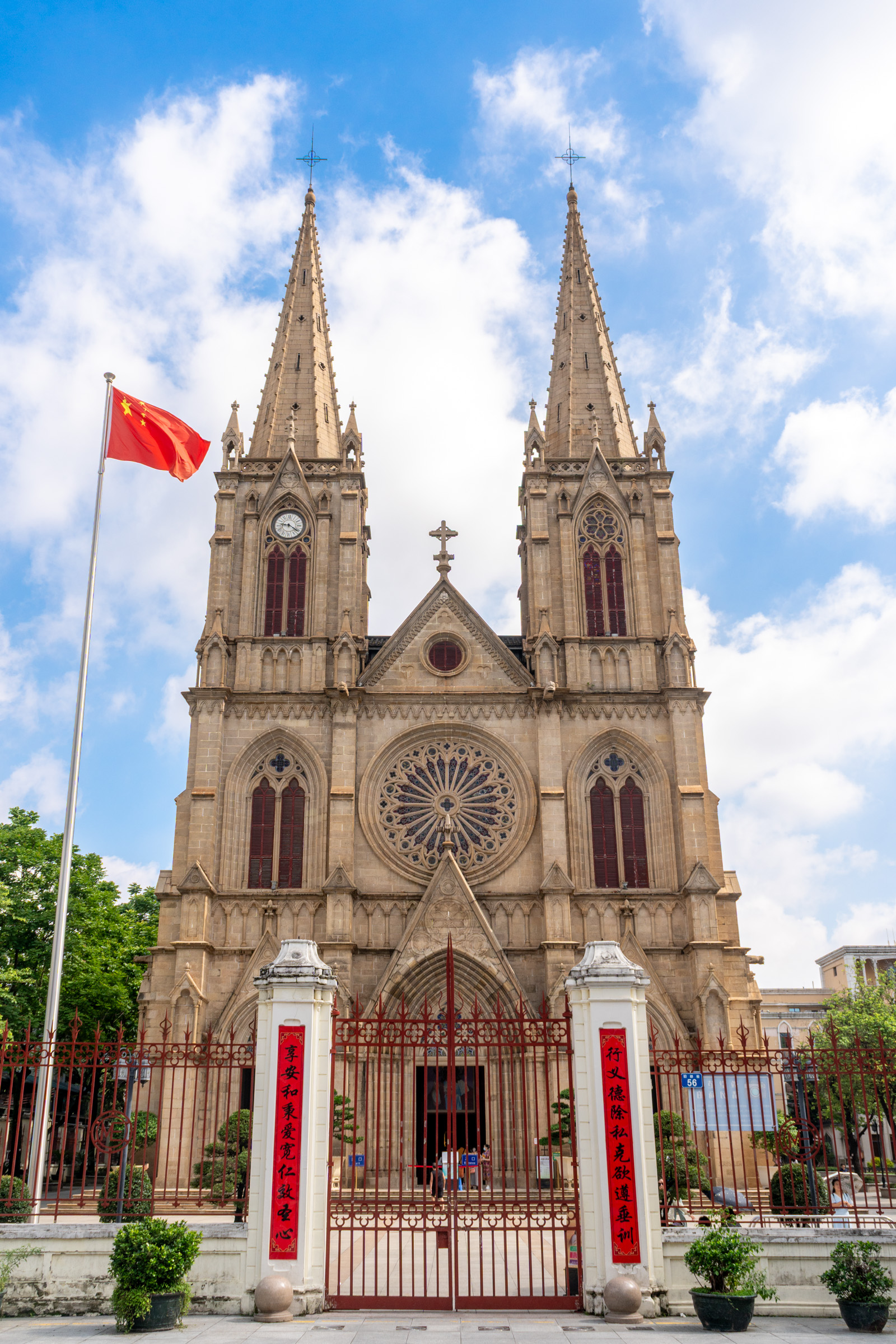
Herz-Jesu-Kathedrale
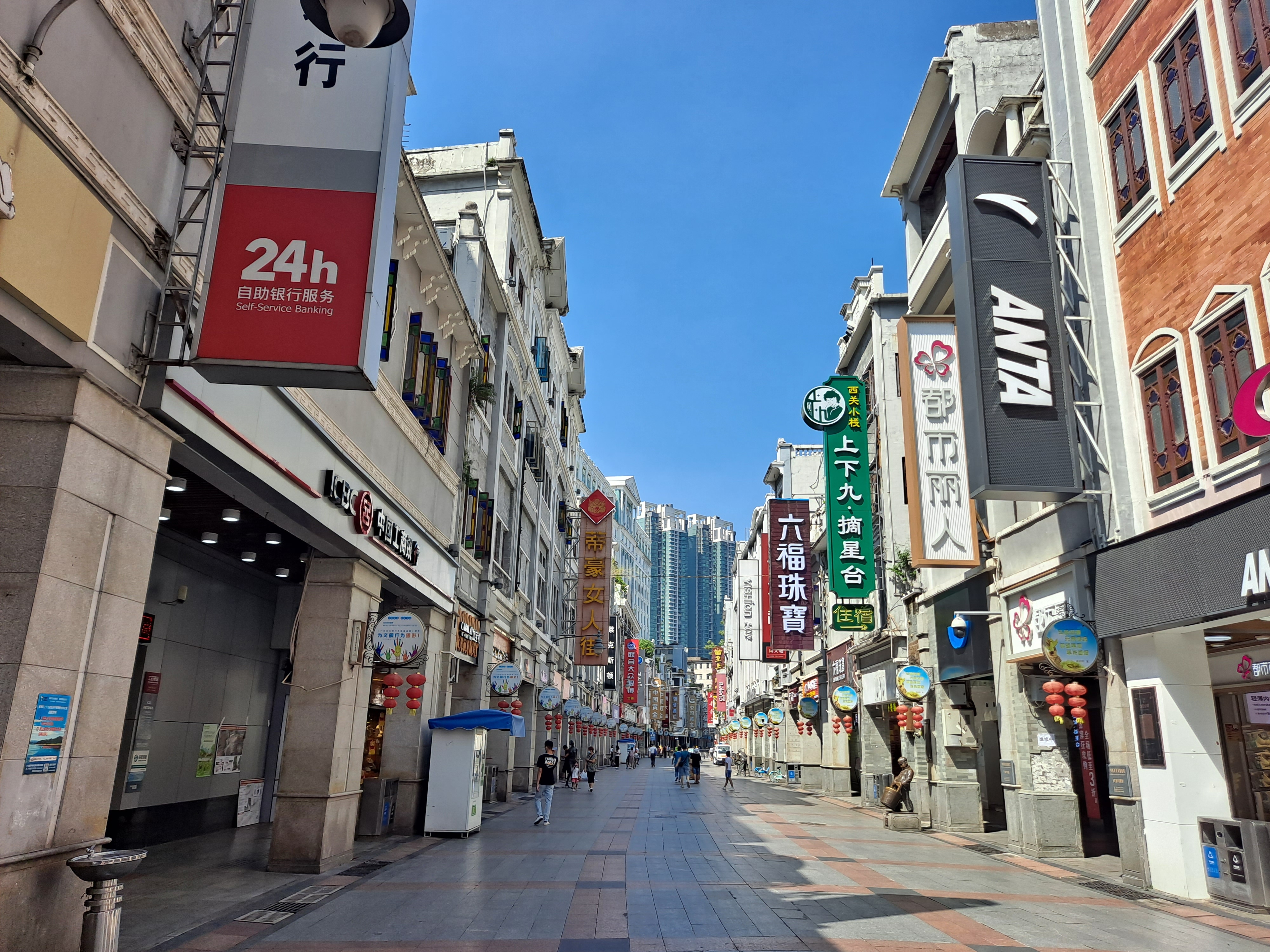
Shangxiajiu-Straße
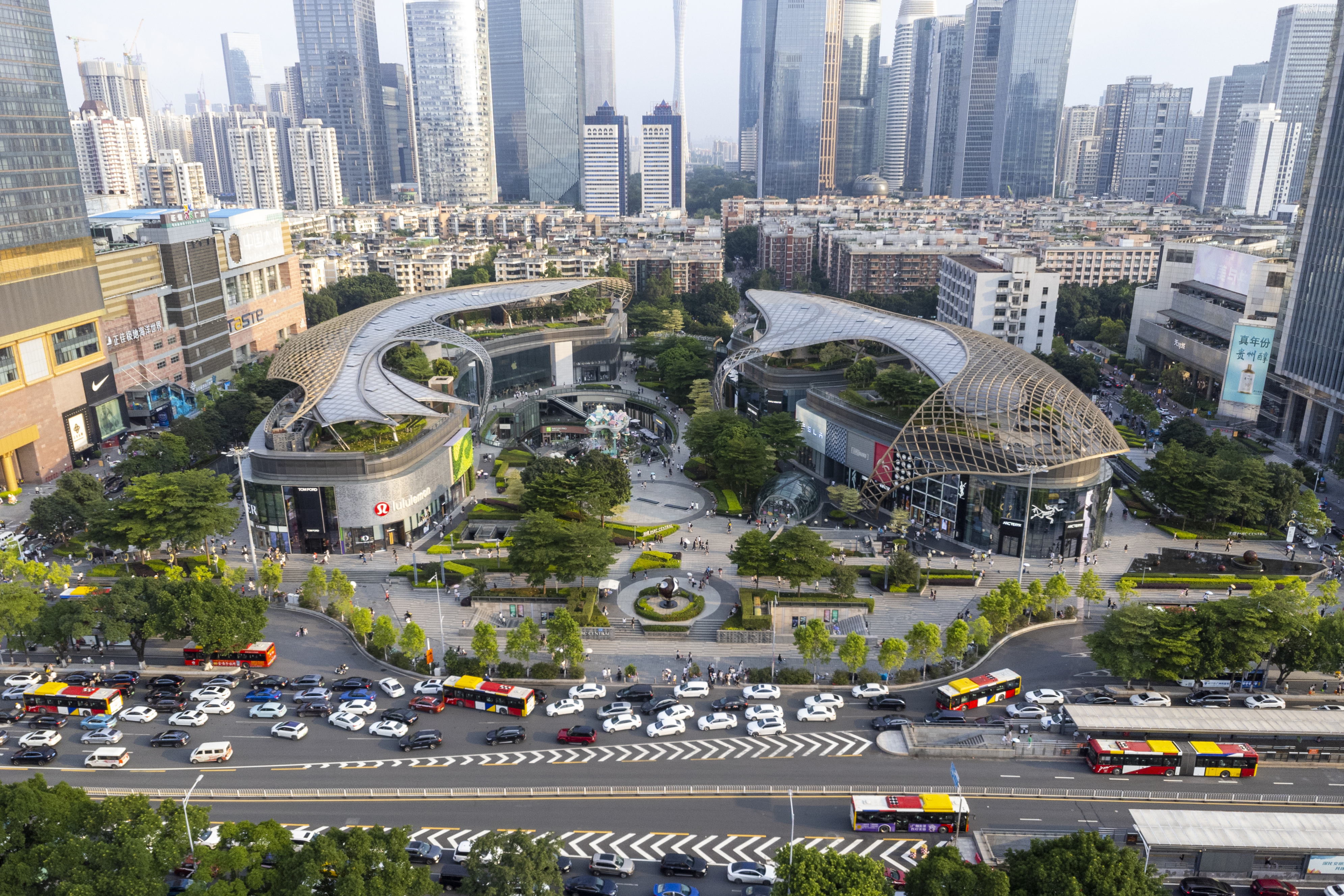
Zentralpark mit Einkaufszentrum
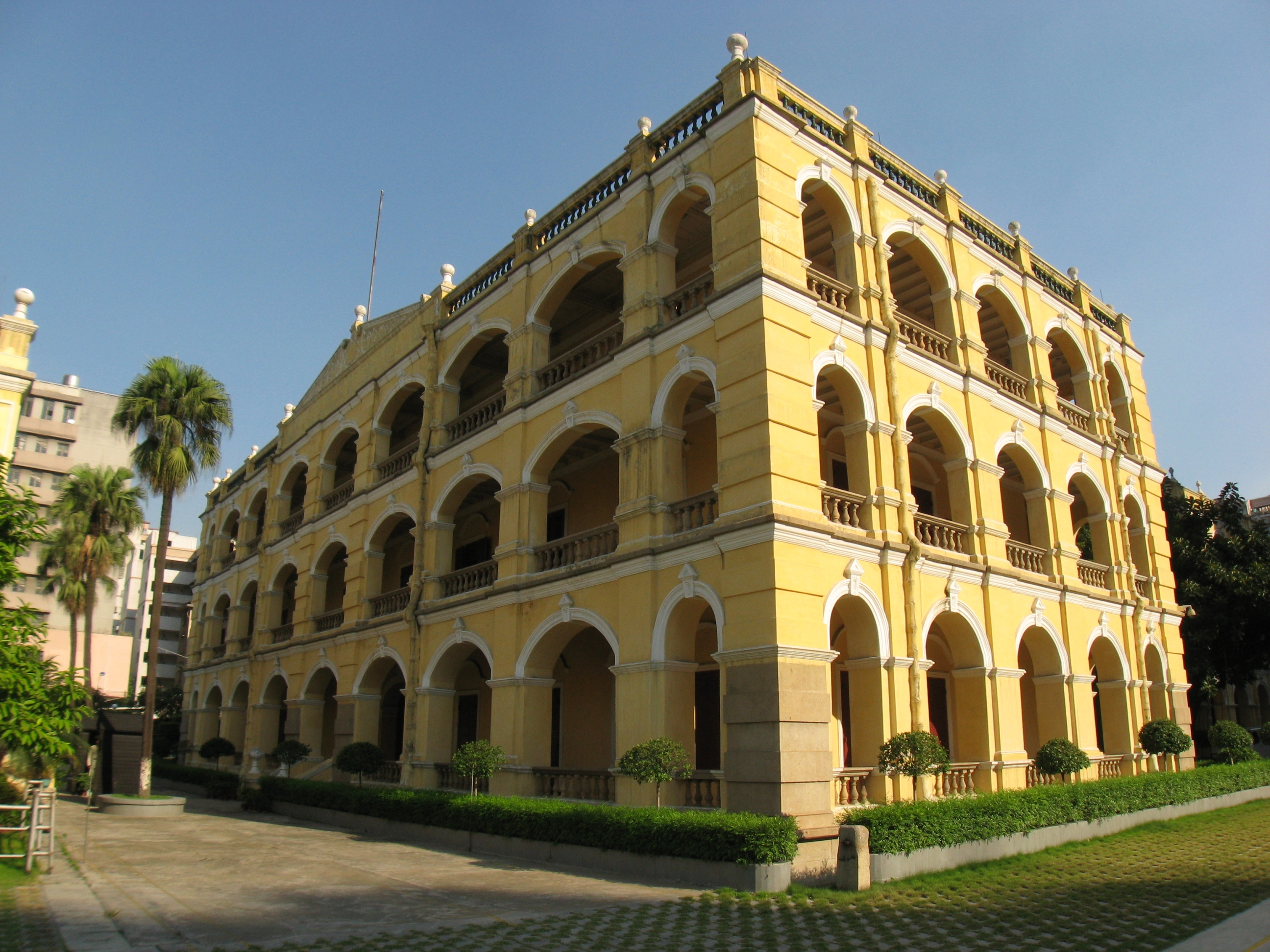
Alte Zementfabrik und Sitz von Sun-Yat-sen
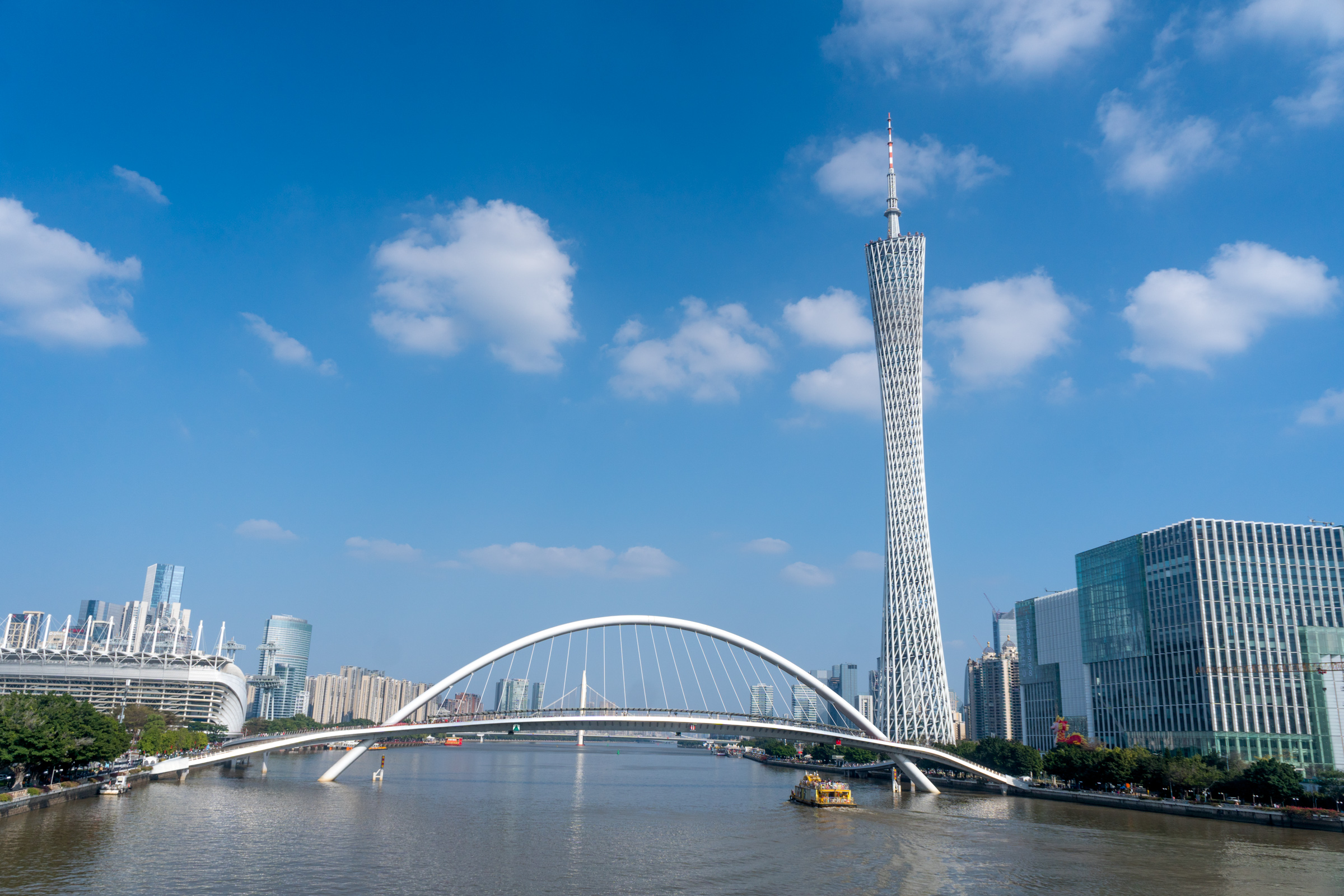
Canton Tower und Haixin-Brücke
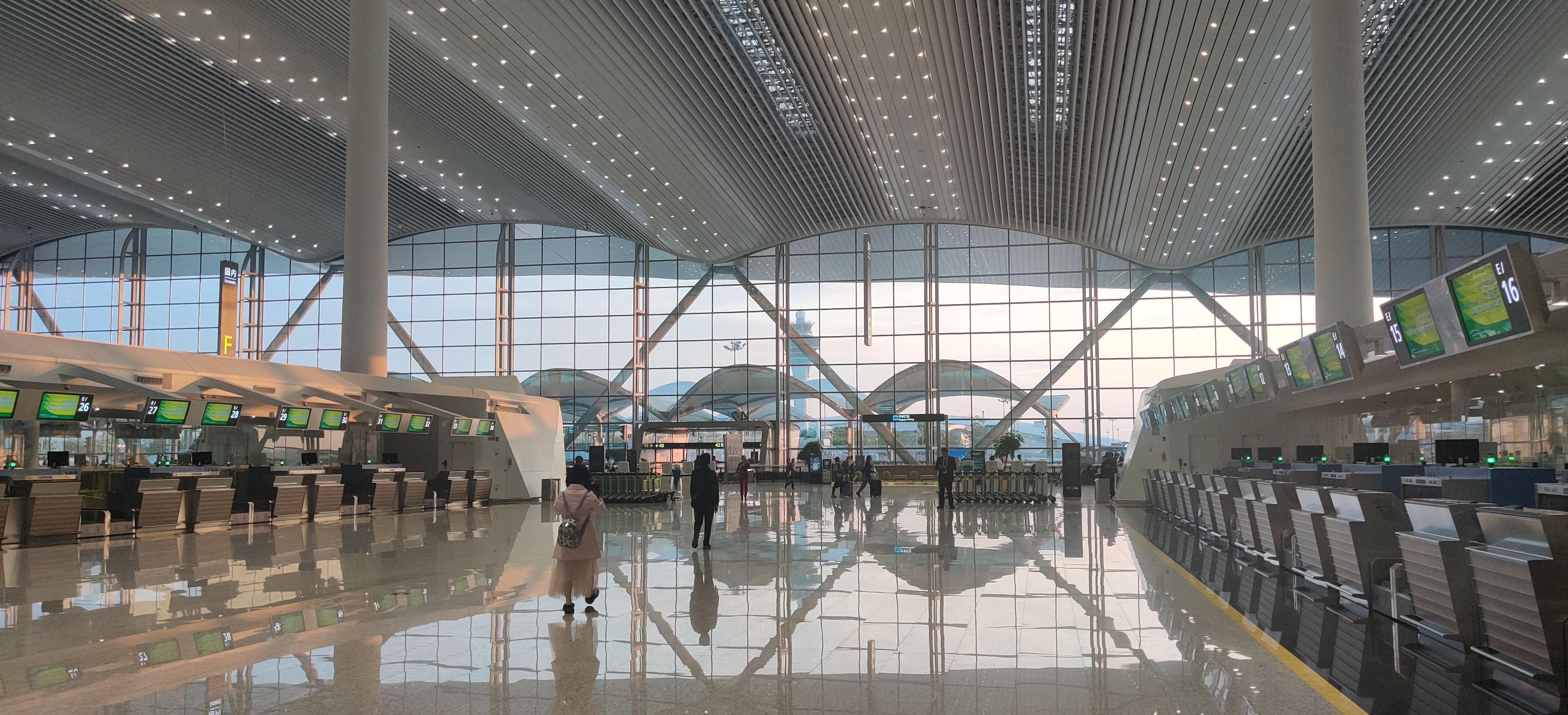
Flughafen Guangzhou-Baiyun
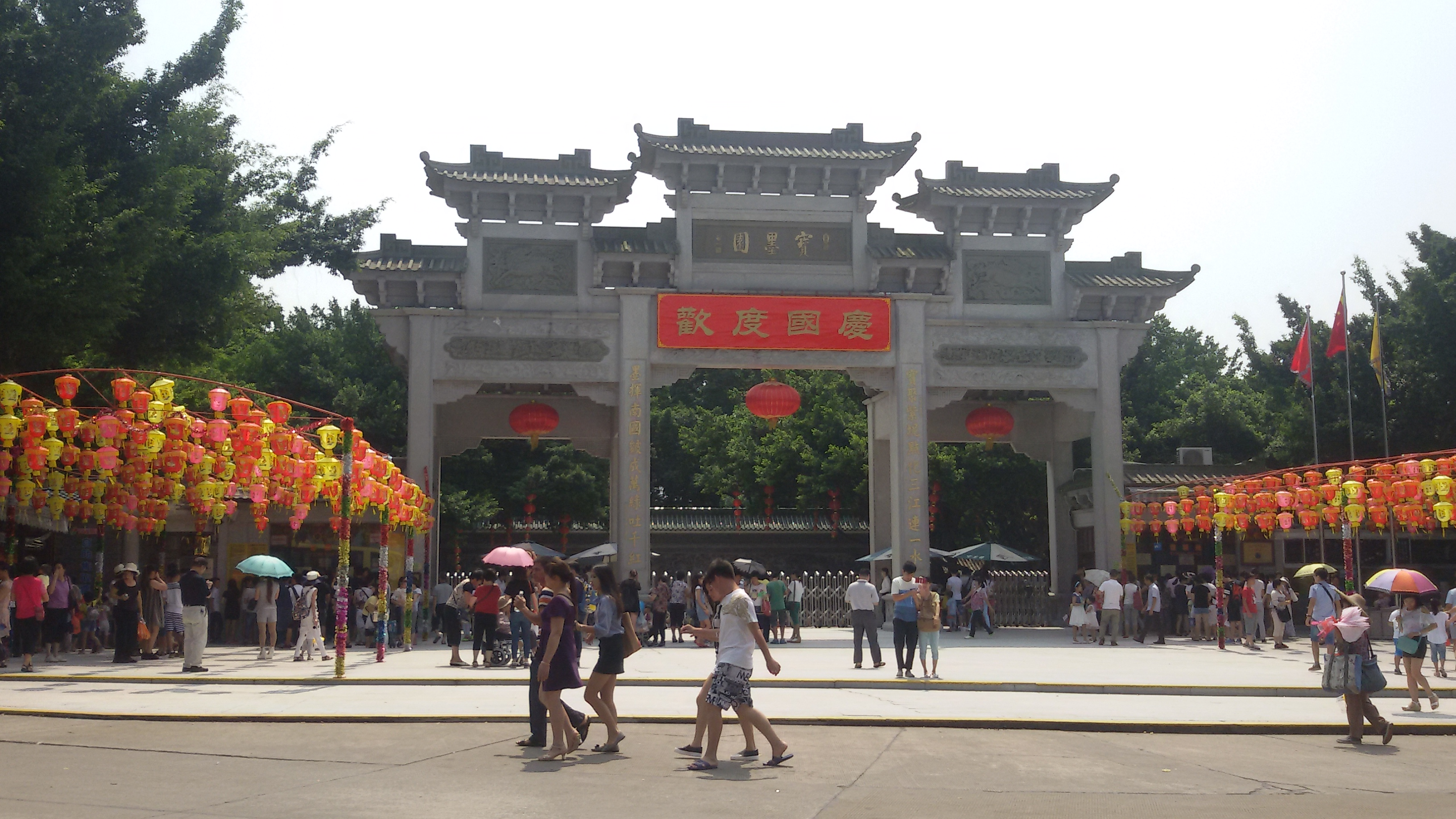
Freizeitpark Baomo Yuan

## Söhne und Töchter der Stadt
- Mabel Ping-Hua Lee (1896–1966), chinesisch-amerikanische Frauenrechtlerin und Gemeindeleiterin
- Keye Luke (1904–1991), US-amerikanischer Schauspieler
- Zhang Bo (1911–1999), Architekt
- Choh Hao Li (1913–1987), chinesisch-US-amerikanischer Biochemiker
- Ieoh Ming Pei (1917–2019), chinesisch-US-amerikanischer Architekt
- Gin D. Wong (1922–2017), US-amerikanischer Architekt
- Gerhard Schmitt (1933–2017), deutscher Sinologe
- Frederick P. Li (1940–2015), chinesisch-amerikanischer Epidemiologe und Krebsforscher
- Chu King-Hung (* 1945), Kampfkünstler
- Ricky Hui (1946–2011), Filmschauspieler
- Flossie Wong-Staal (1946–2020), Virologin und Molekularbiologin
- Bolo Yeung (* 1946), Schauspieler
- Johnny Chan (* 1957), US-amerikanischer Pokerspieler; zweimaliger Pokerweltmeister (1987, 1988)
- Fruit Chan (* 1959), Regisseur
- He Yiming (* 1962), Badmintonspieler
- Donnie Yen (* 1963), Schauspieler, Kampfkünstler und Regisseur
- Zhiying Zeng (* 1966), chinesisch-chilenische Tischtennisspielerin
- Lin Yanfen (* 1970), Badmintonspielerin
- Cao Fei (* 1978), Medienkünstlerin
- Xie Xingfang (* 1981), Badmintonspielerin
- Yang Zhi (* 1983), Fußballspieler
- Tang Xiaoyin (* 1985), Sprinterin
- Feng Shanshan (* 1989), Profigolferin
- Kris Wu (* 1990), chinesisch-kanadischer Schauspieler, Rapper, Sänger und Model
- Deng Xuan (* 1992), Badmintonspielerin
- Fan Zhendong (* 1997), Tischtennis-Nationalspieler
- Chen Guanfeng (* 2000), Sprinter
- Guo Meiqi (* 2000), Tennisspielerin
- Liang Weikeng (* 2000), Badmintonspieler
- Pan Yufei (* 2000), Sportkletterer

Ebenso:
- Back Dorm Boys

## Partnerstädte

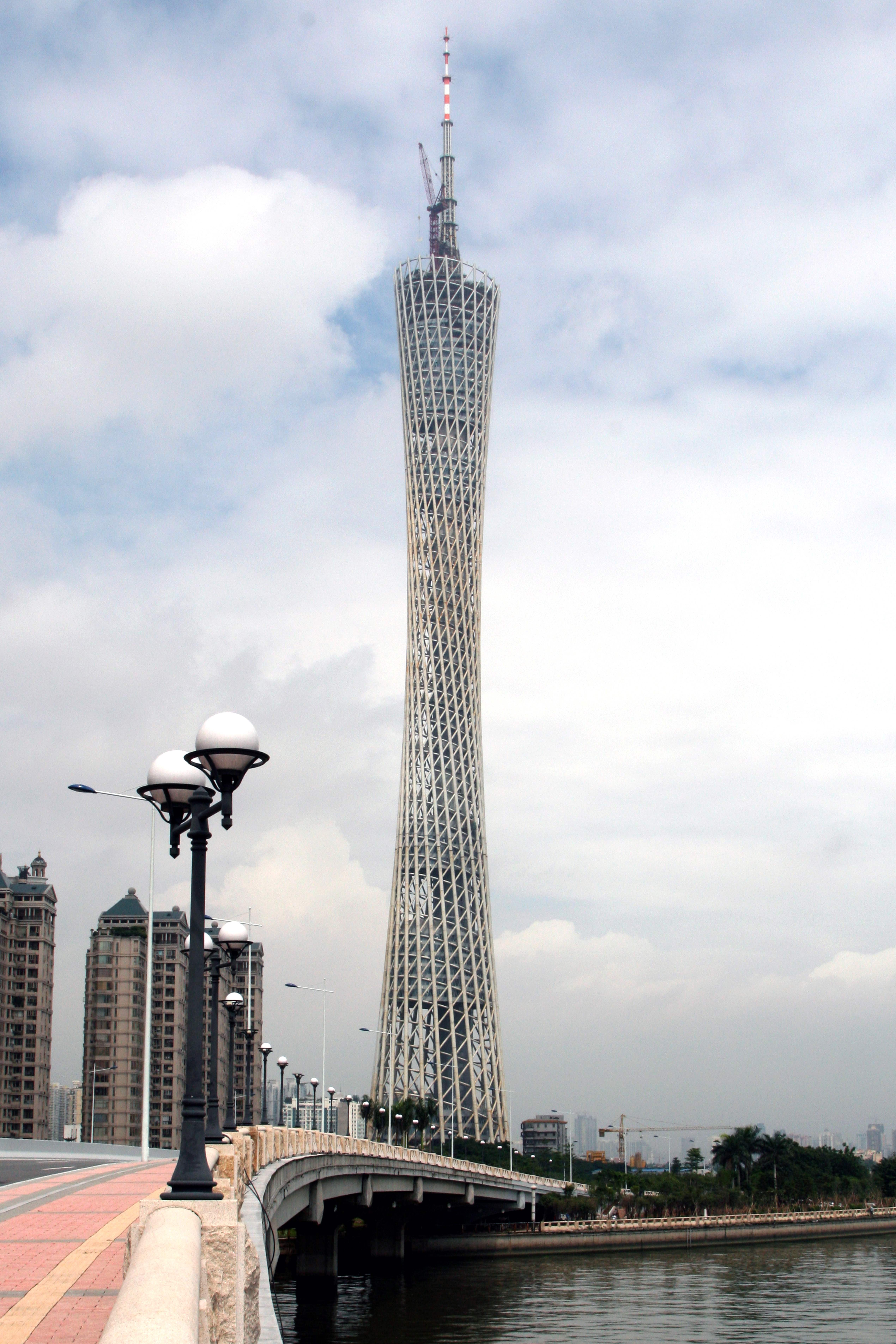
Canton Tower, 17. Juni 2009

Guangzhou unterhält Städtepartnerschaften mit folgenden Städten:
| Stadt             | Land                         | seit |
| ----------------- | ---------------------------- | ---- |
| Ahmedabad         | Indien                       | 2014 |
| Arequipa          | Peru                         | 2004 |
| Auckland          | Neuseeland                   | 1989 |
| Bangkok           | Thailand                     | 2009 |
| Bari              | Italien                      | 1986 |
| Birmingham        | Vereinigtes Königreich       | 2006 |
| Bristol           | Vereinigtes Königreich       | 2001 |
| Buenos Aires      | Argentinien                  | 2012 |
| Dubai             | Vereinigte Arabische Emirate | 2012 |
| Durban            | Südafrika                    | 2000 |
| Ecatepec          | Mexiko                       | 2016 |
| Frankfurt am Main | Deutschland                  | 1988 |
| Fukuoka           | Japan                        | 1979 |
| Genua             | Italien                      | 2016 |
| Gwangju           | Südkorea                     | 1996 |
| Hambantota        | Sri Lanka                    | 2007 |
| Harare            | Simbabwe                     | 2012 |
| Istanbul          | Türkei                       | 2012 |
| Jekaterinburg     | Russland                     | 2002 |
| Kasan             | Russland                     | 2012 |
| Kota Kinabalu     | Malaysia                     | 2011 |
| Kuwait            | Kuwait                       | 2012 |
| Linköping         | Schweden                     | 1997 |
| Łódź              | Polen                        | 2014 |
| Los Angeles       | Vereinigte Staaten           | 1981 |
| Lyon              | Frankreich                   | 1988 |
| Manila            | Philippinen                  | 1982 |
| Mombasa           | Kenia                        | 2018 |
| Noboribetsu       | Japan                        | 2012 |
| Petaling Jaya     | Malaysia                     | 2012 |
| Pokhara           | Nepal                        | 2014 |
| Quito             | Ecuador                      | 2014 |
| Rabat             | Marokko                      | 2013 |
| Recife            | Brasilien                    | 2007 |
| San José          | Costa Rica                   | 2012 |
| Santiago          | Chile                        | 2017 |
| Surabaya          | Indonesien                   | 2005 |
| Sydney            | Australien                   | 1986 |
| Tampere           | Finnland                     | 2008 |
| Valencia          | Spanien                      | 2012 |
| Vancouver         | Kanada                       | 1985 |
| Vilnius           | Litauen                      | 2006 |

## Eponym
Der am 8. Oktober 1964 entdeckte Asteroid (3048) Guangzhou trägt seit 1989 den Namen der Stadt.